# Ambulyx
Genre
Le genre Ambulyx regroupe des insectes lépidoptères de la famille des Sphingidae, sous-famille des Smerinthinae, tribu des Ambulycini.

## Systématique
- Le  genre Ambulyx a été décrit par l'entomologiste John Obadiah Westwood en 1847 [1].
- L'espèce type pour le genre est Sphinx substrigilis Westwood, 1847

### Synonymie
- Oxyambulyx Rothschild & Jordan, 1903[2]

## Taxonomie
Liste des espèces
- Ambulyx adhemariusa Eitschberger, Bergmann & Hauenstein, 2006
- Ambulyx amara Kobayashi, Wang & Yano, 2006
- Ambulyx amboynensis Rothschild, 1894
- Ambulyx andangi Brechlin, 1998
- Ambulyx auripennis Moore, 1879
- Ambulyx bakeri (Clark, 1929)
- Ambulyx belli (Jordan, 1923)
- Ambulyx bima Rothschild & Jordan, 1903
- Ambulyx canescens Walker, 1865
- Ambulyx carycina (Jordan, 1919)
- Ambulyx celebensis (Jordan, 1919)
- Ambulyx ceramensis (Joicey & Talbot, 1921)
- Ambulyx charlesi (Clark, 1924)
- Ambulyx clavata (Jordan, 1929)
- Ambulyx cyclasticta (Joicey & Kaye, 1917)
- Ambulyx dohertyi Rothschild, 1894
- Ambulyx flava (Clark, 1924)
- Ambulyx flavocelebensis (Brechlin, 2009)
- Ambulyx immaculata (Clark, 1924)
- Ambulyx interplacida Brechlin, 2006
- Ambulyx inouei Cadiou & Holloway, 1985
- Ambulyx japonica Rothschild, 1894
- Ambulyx johnsoni (Clark, 1917)
- Ambulyx jordani (Bethune-Baker, 1910)
- Ambulyx kuangtungensis (Mell, 1922)
- Ambulyx lahora Butler, 1875
- Ambulyx lestradei Cadiou, 1998
- Ambulyx liturata Butler, 1875
- Ambulyx maculifera Walker, 1866
- Ambulyx marissa Eitschberger & Melichar, 2009
- Ambulyx matti (Jordan, 1923)
- Ambulyx meeki (Rothschild & Jordan, 1903)
- Ambulyx montana Cadiou & Kitching, 1990
- Ambulyx moorei Moore, 1858
- Ambulyx naessigi Brechlin, 1998
- Ambulyx obliterata (Rothschild, 1920)
- Ambulyx ochracea Butler, 1885
- Ambulyx phalaris (Jordan, 1919)
- Ambulyx placida Moore, 1888
- Ambulyx pryeri Distant, 1887
- Ambulyx psedoclavata Inoue, 1996
- Ambulyx pseudoregia Eitschberger & Bergmann, 2006
- Ambulyx regia Eitschberger, 2006
- Ambulyx rudloffi Brechlin, 2005
- Ambulyx schauffelbergeri Bremer & Grey, 1853
- Ambulyx semifervens (Walker, 1865)
- Ambulyx semiplacida Inoue, 1990
- Ambulyx sericeipennis Butler, 1875
- Ambulyx siamensis Inoue, 1991
- Ambulyx sinjaevi Brechlin, 1998
- Ambulyx staudingeri Westwood, 1847
- Ambulyx substrigilis Westwood, 1847 — Espèce type pour le genre.
- Ambulyx suluensis Hogenes & Treadaway, 1998
- Ambulyx tattina (Jordan, 1919)
- Ambulyx tenimberi (Clark, 1929)
- Ambulyx tobii (Inoue, 1976)
- Ambulyx tondanoi (Clark, 1930)
- Ambulyx wildei Miskin, 1891
- Ambulyx wilemani (Rothschild & Jordan, 1916)
- Ambulyx zhejiangensis Brechlin, 2009

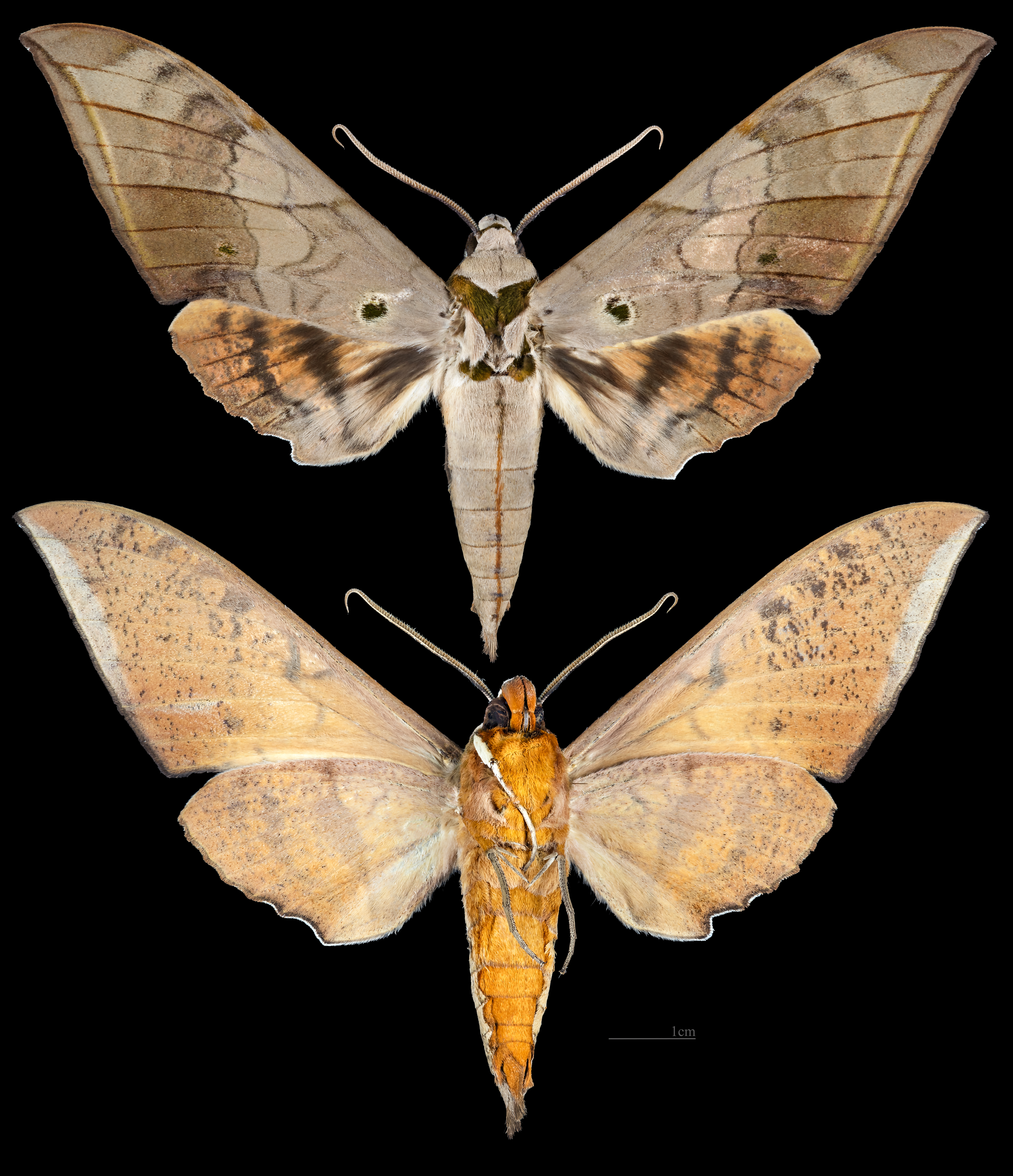
Ambulyx auripennis
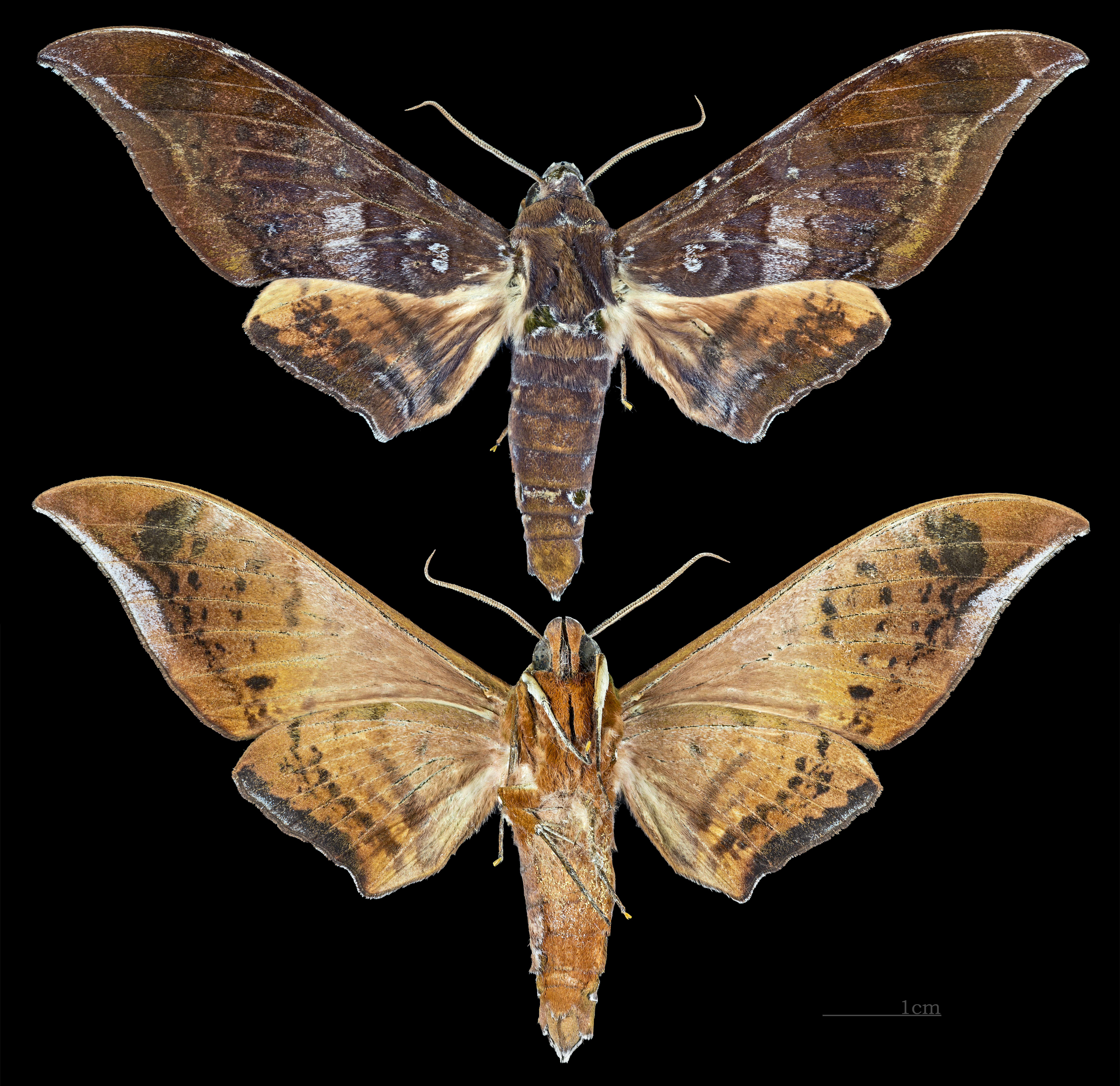
Ambulyx bakeri
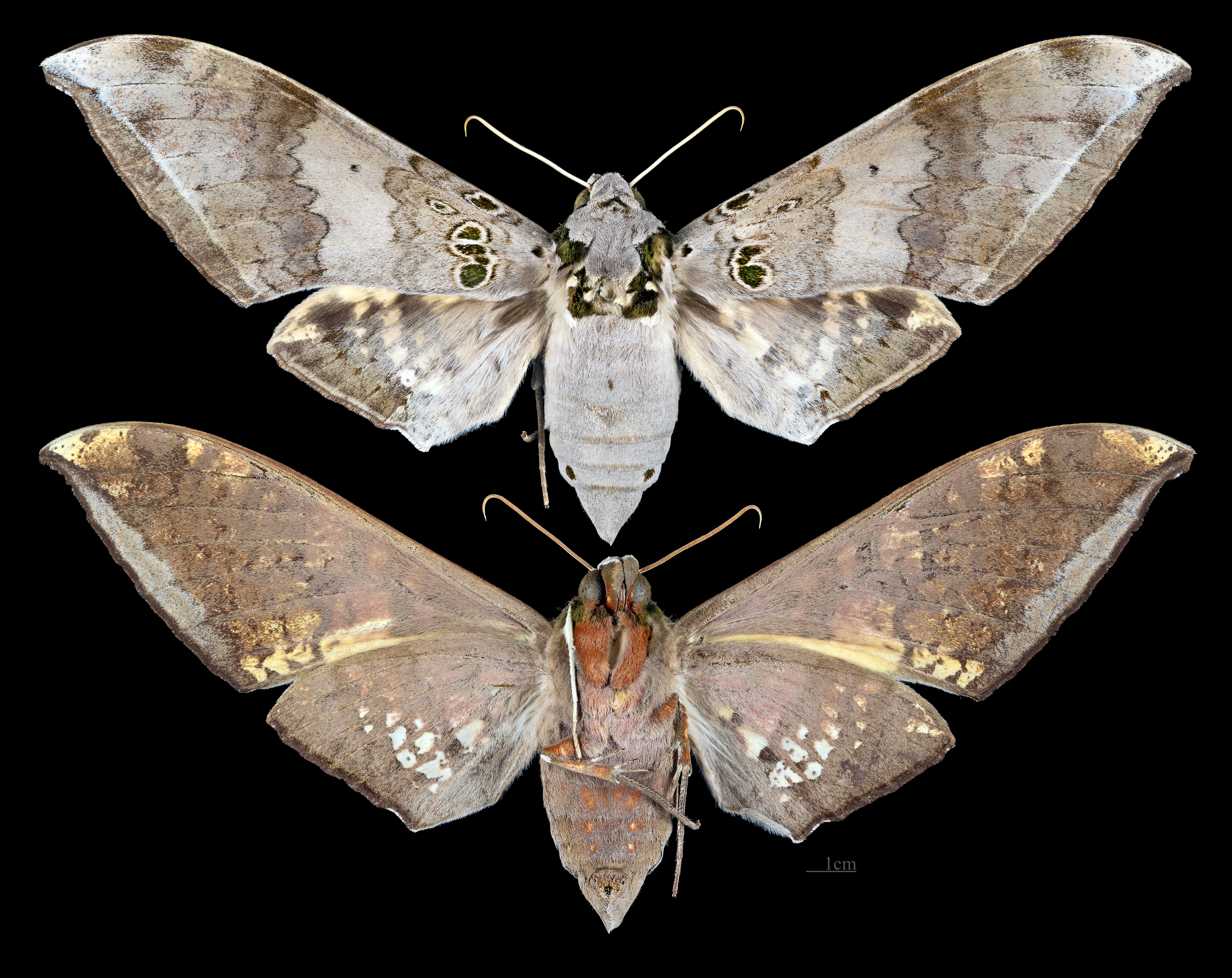
Ambulyx canescens
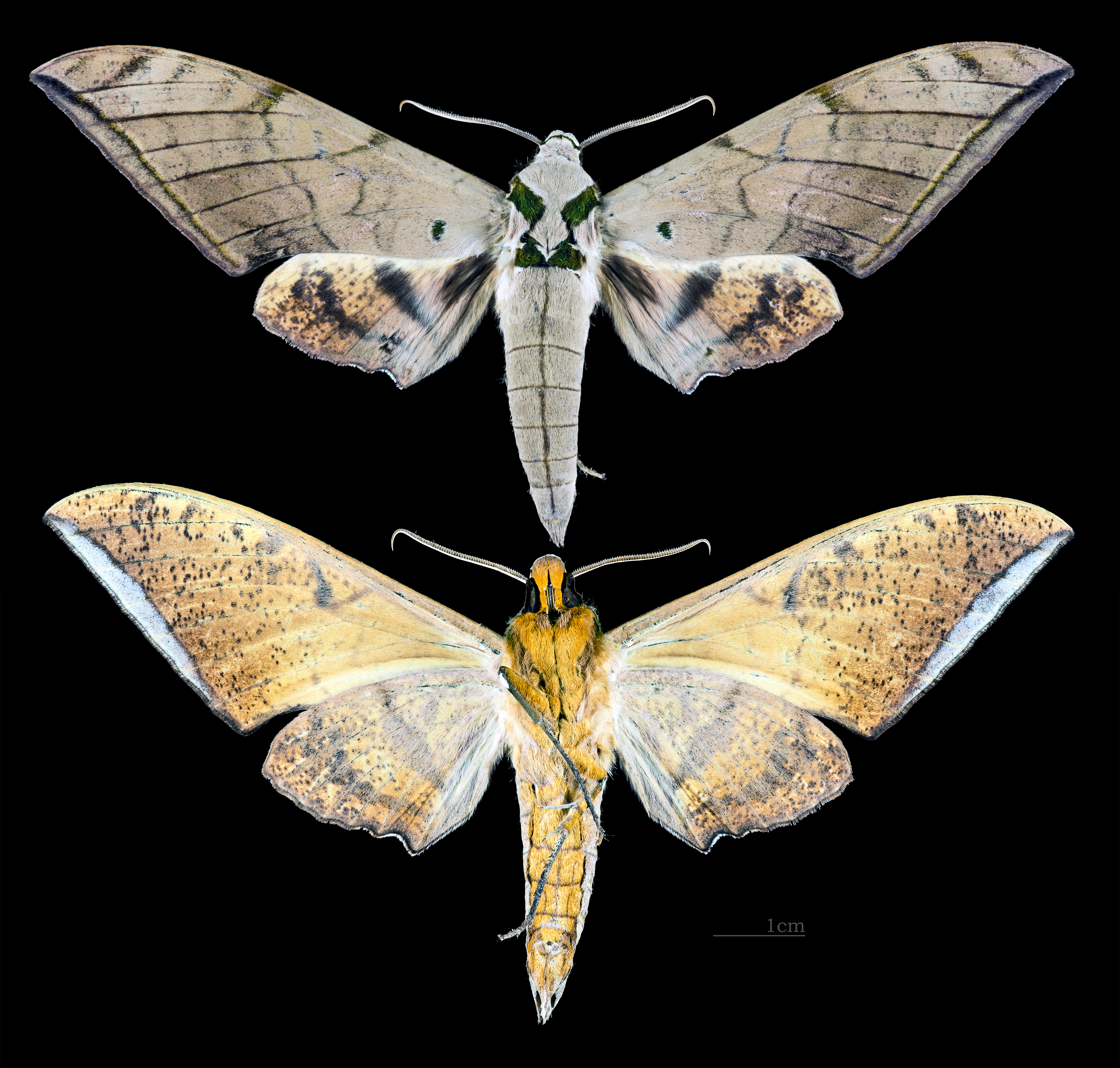
Ambulyx clavata
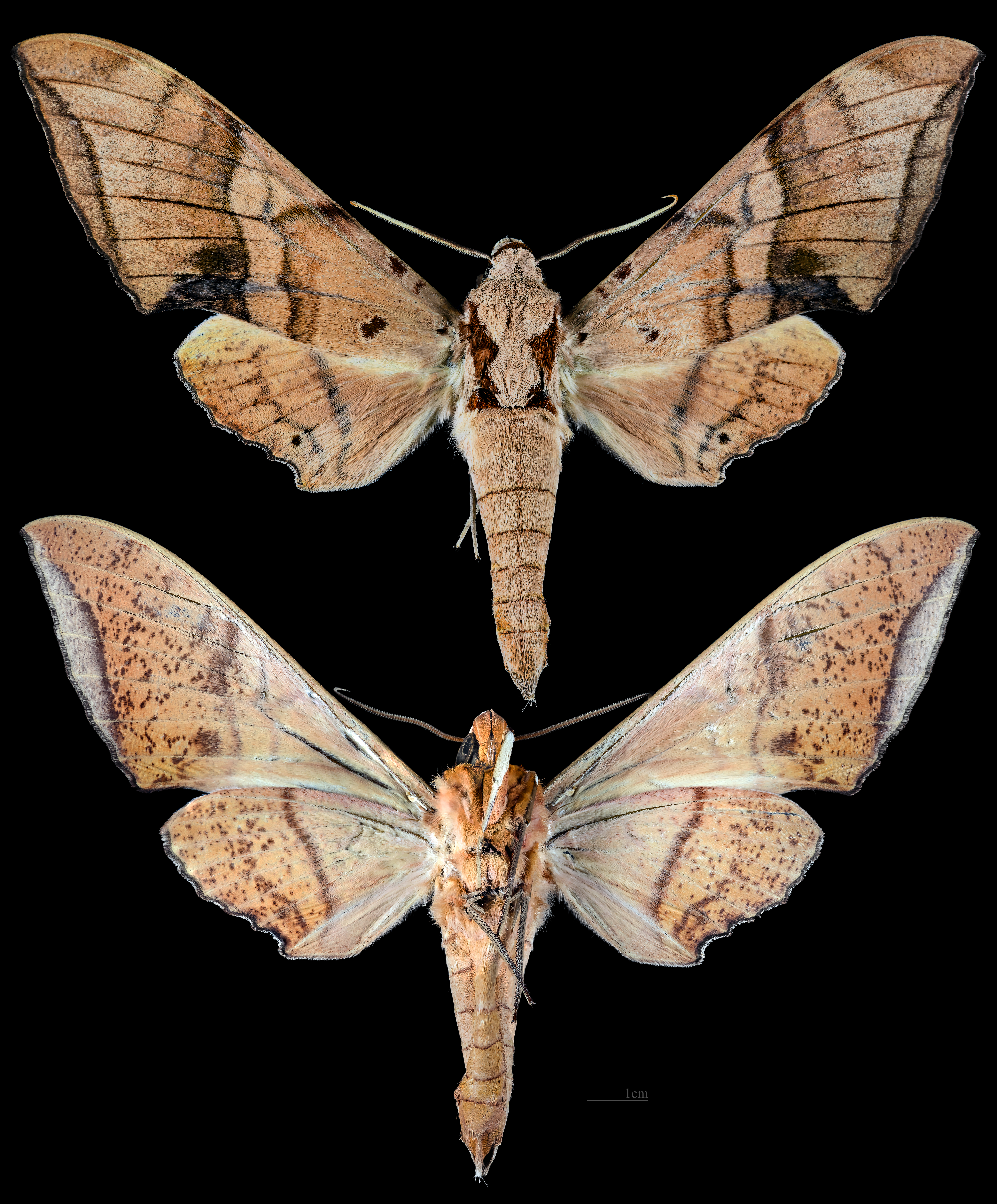
Ambulyx cyclasticta
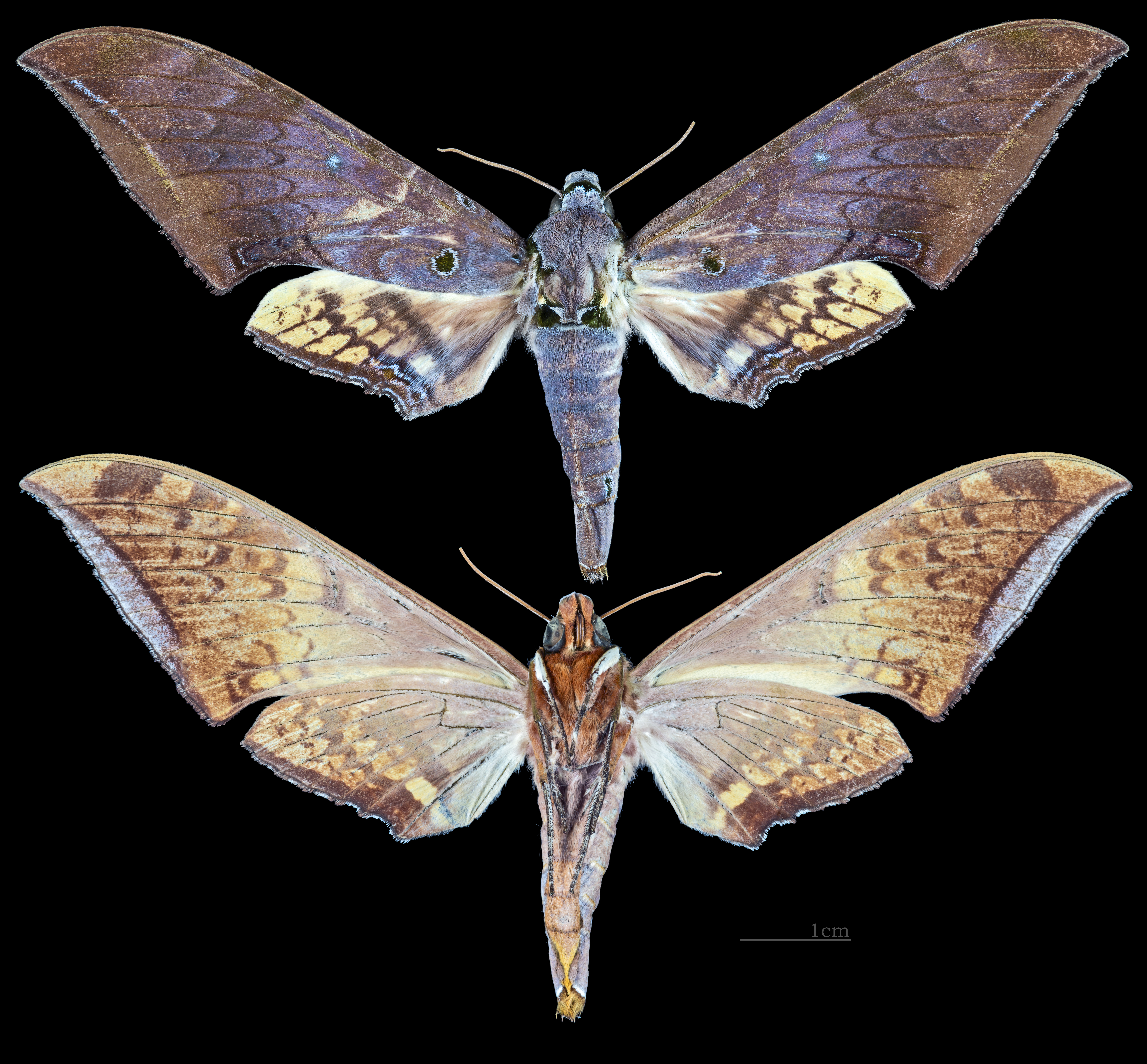
Ambulyx dohertyi
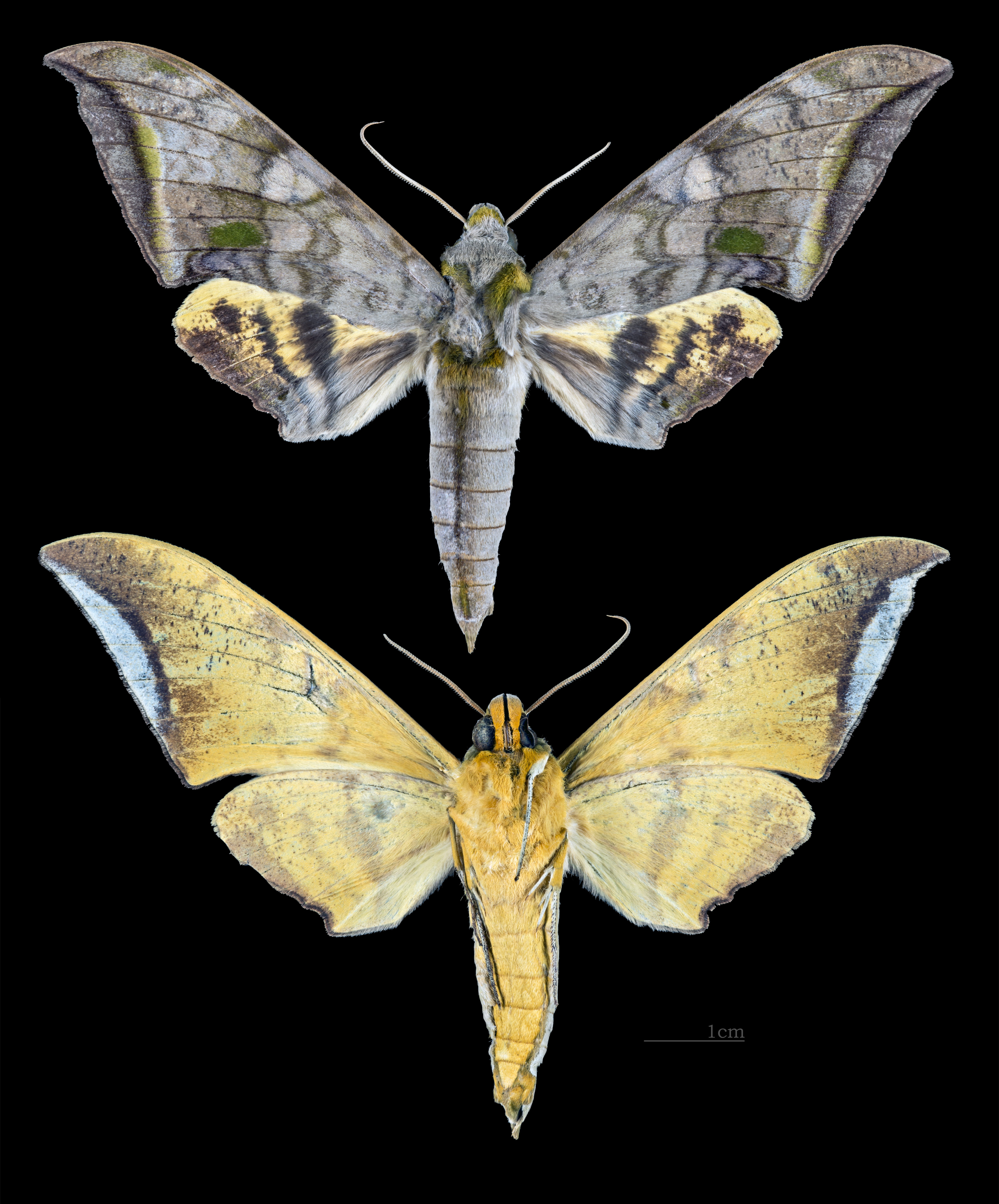
Ambulyx immaculata
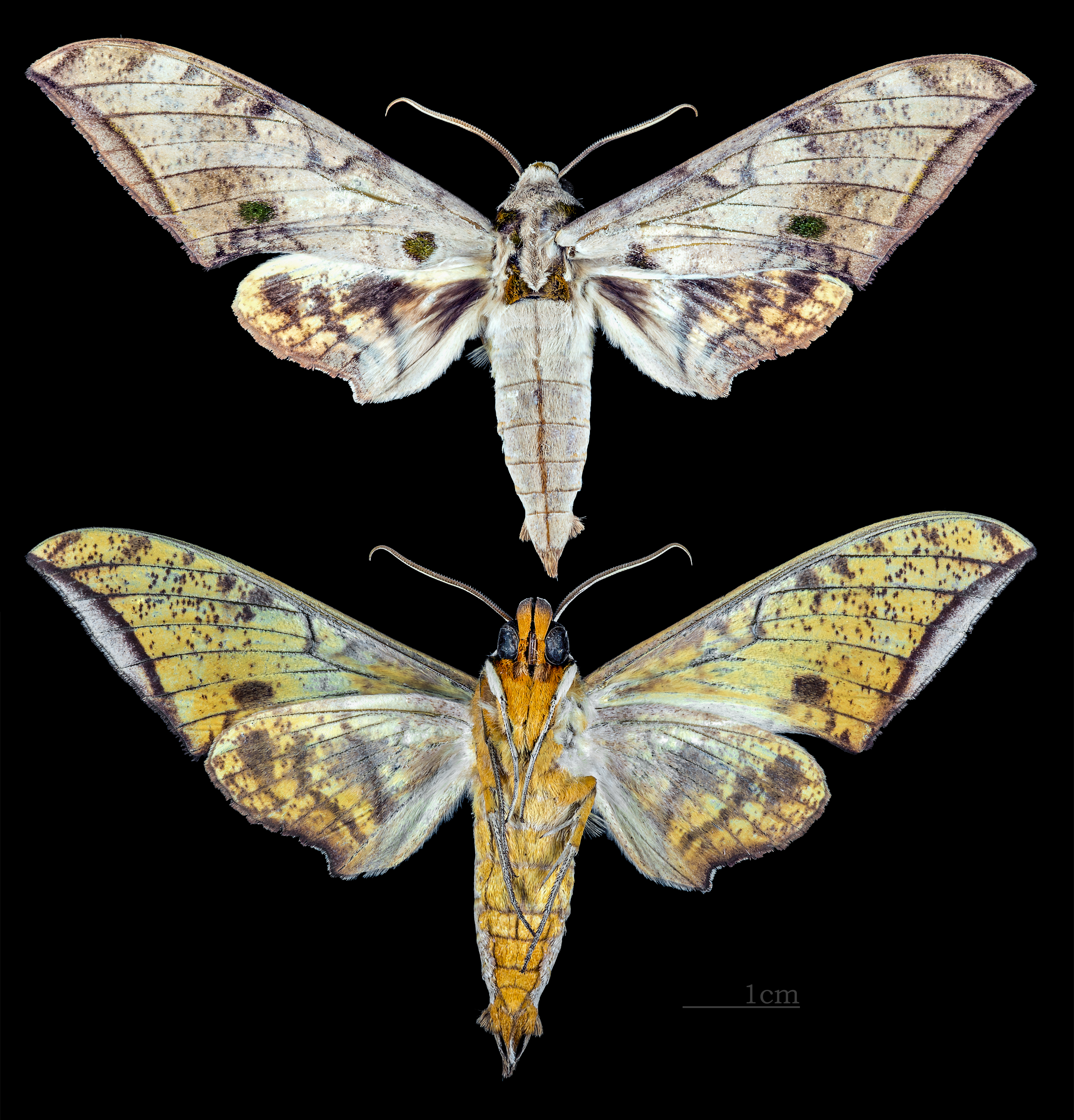
Ambulyx inouei
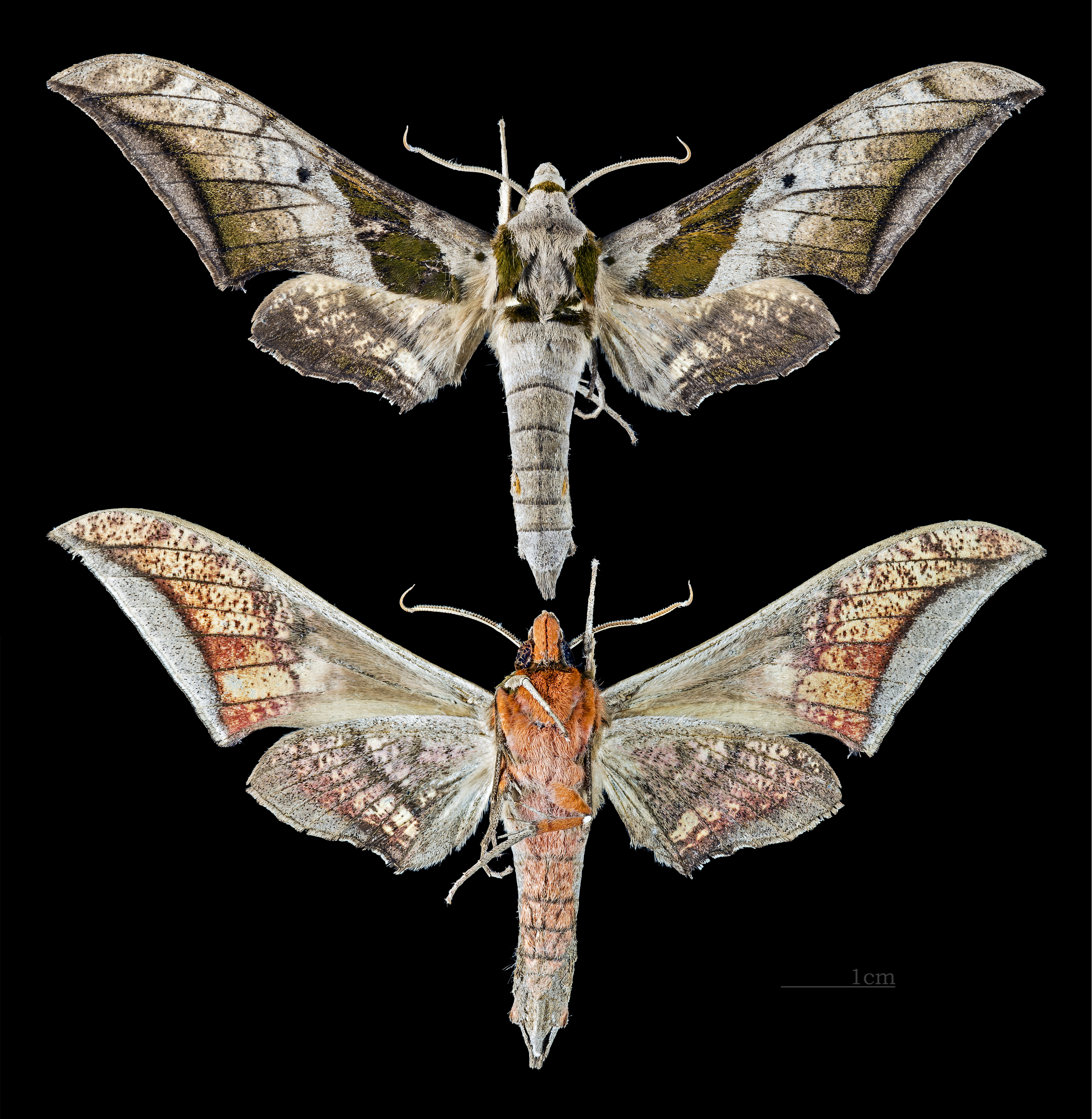
Ambulyx japonica
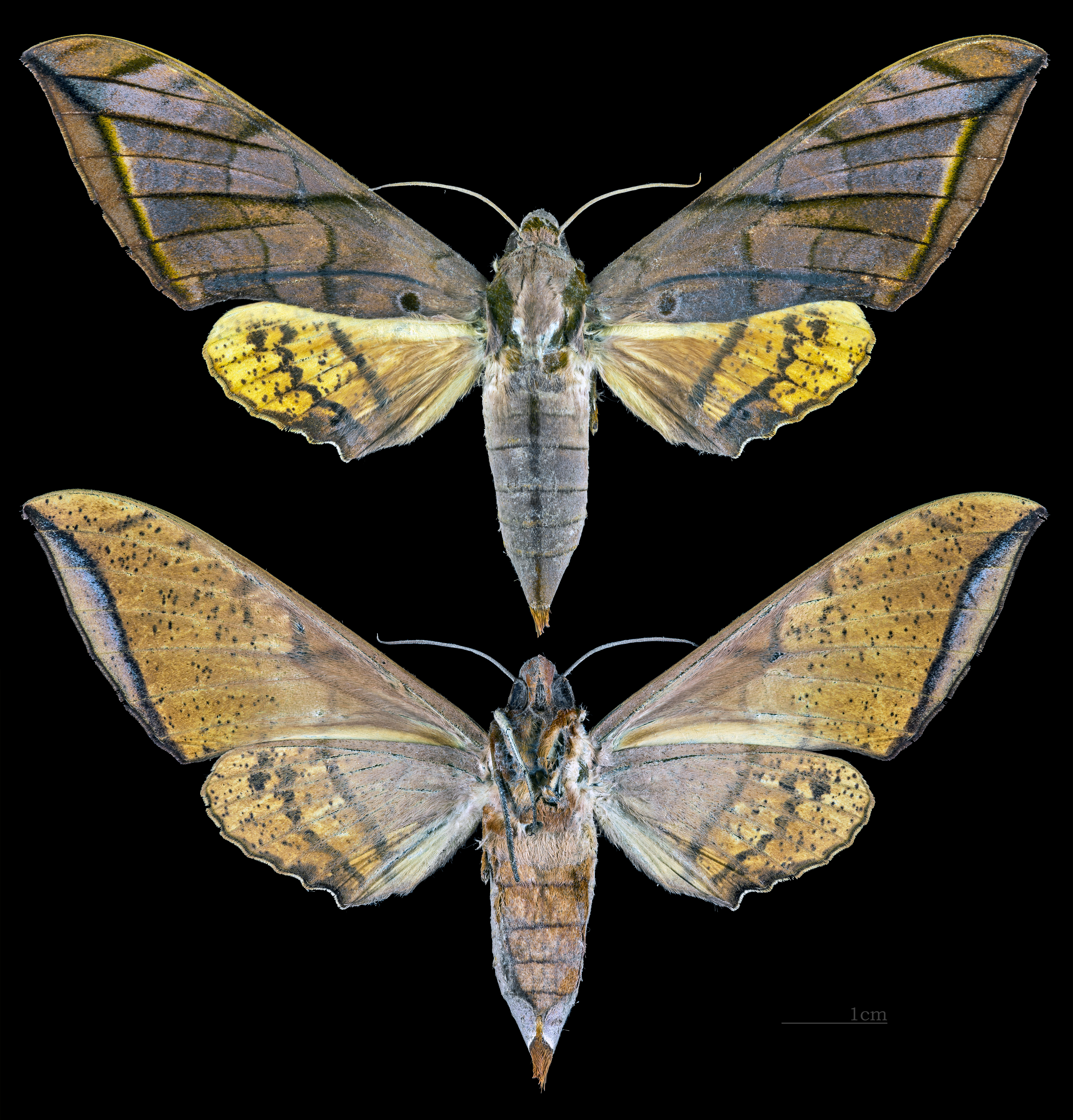
Ambulyx johnsoni
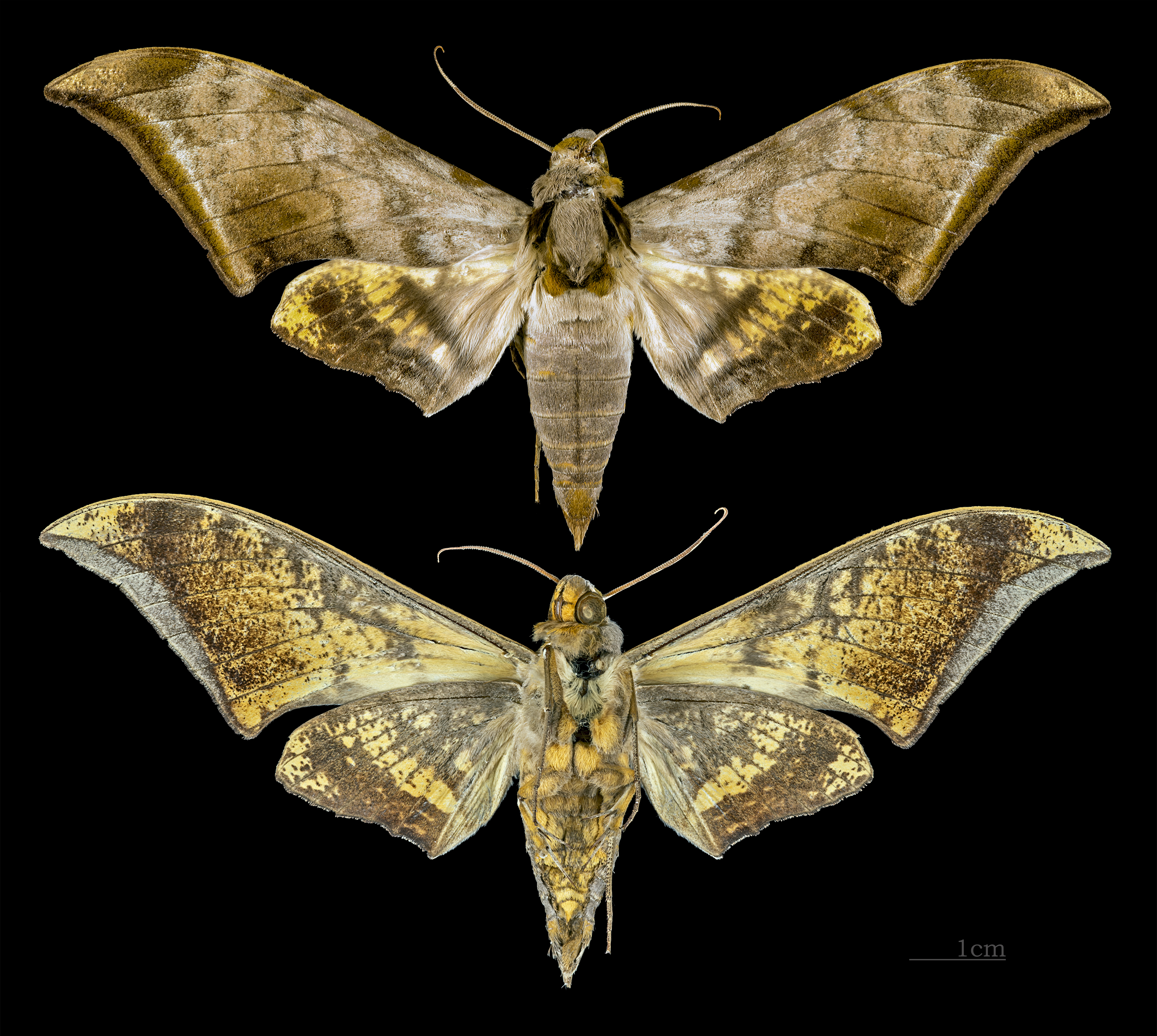
Ambulyx jordani
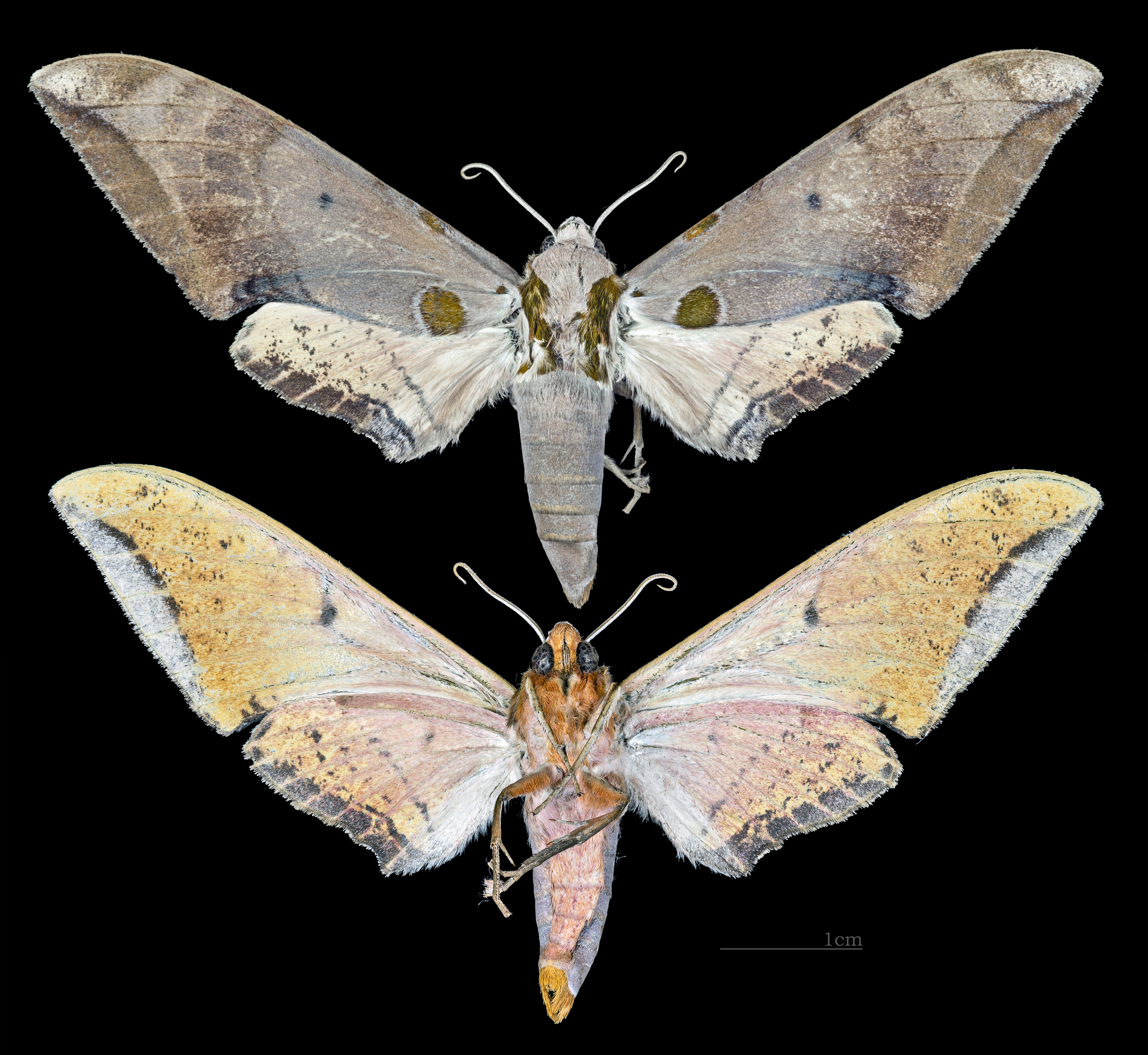
Ambulyx kuangtungensis
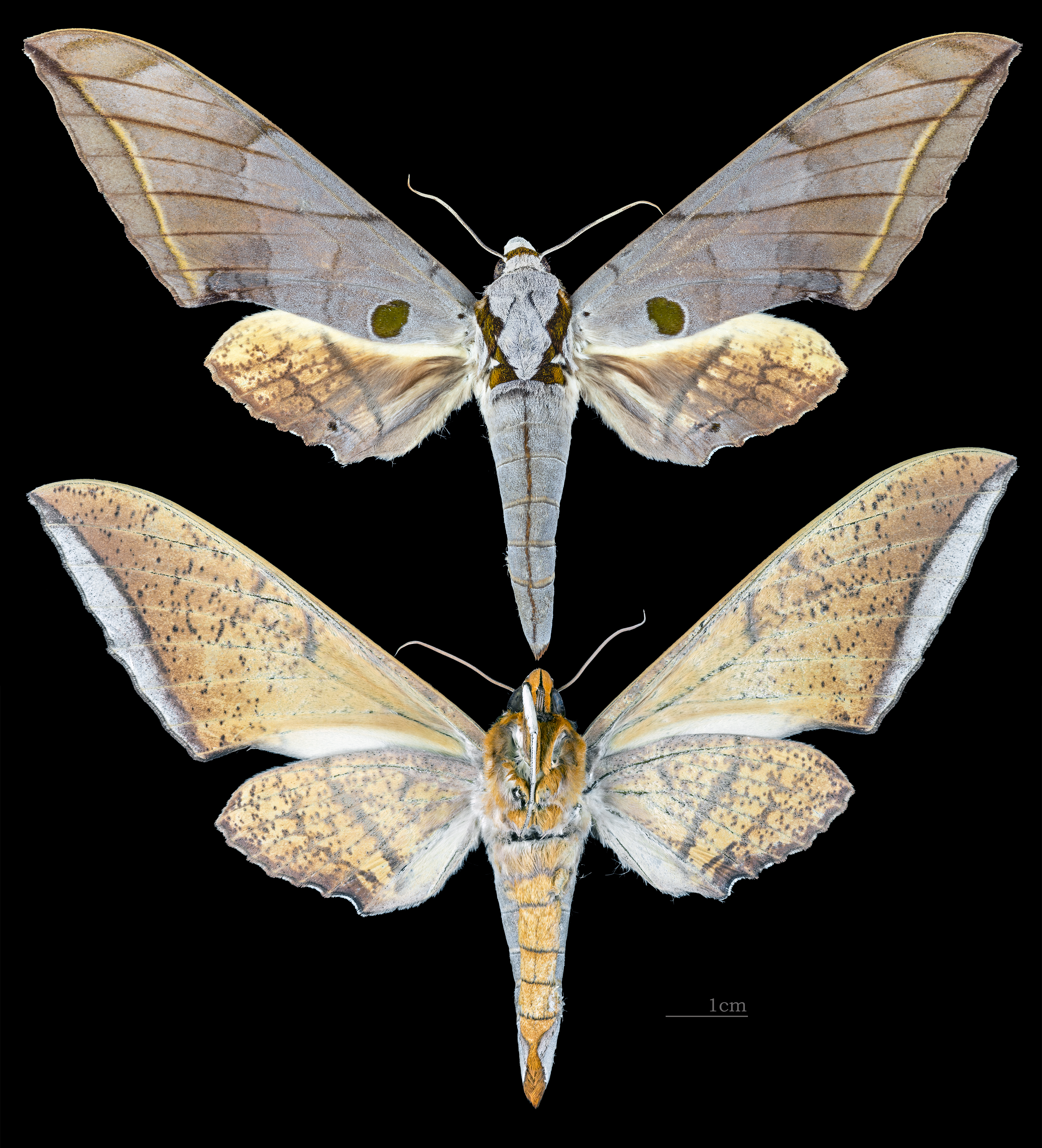
Ambulyx liturata
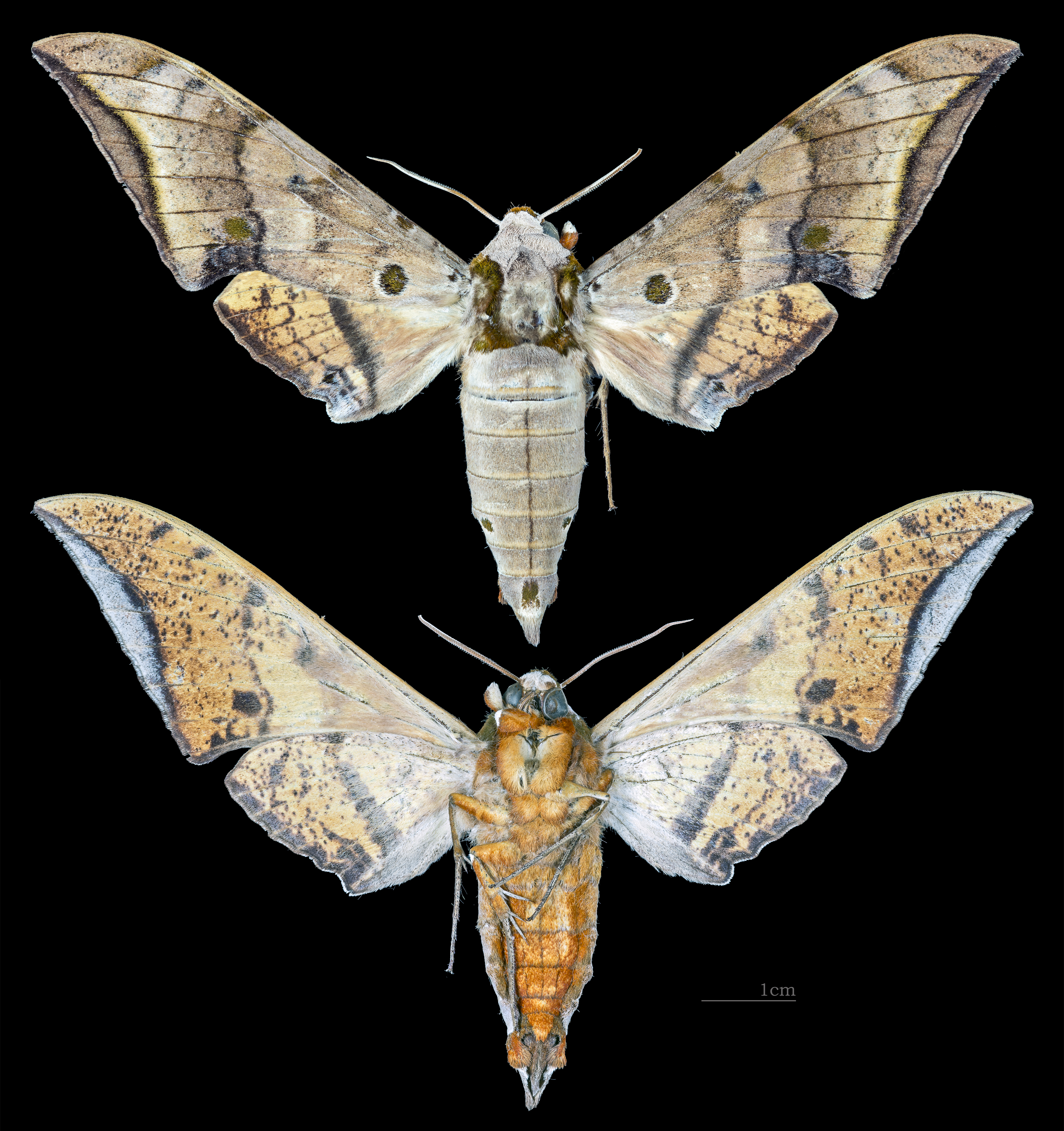
Ambulyx maculifera
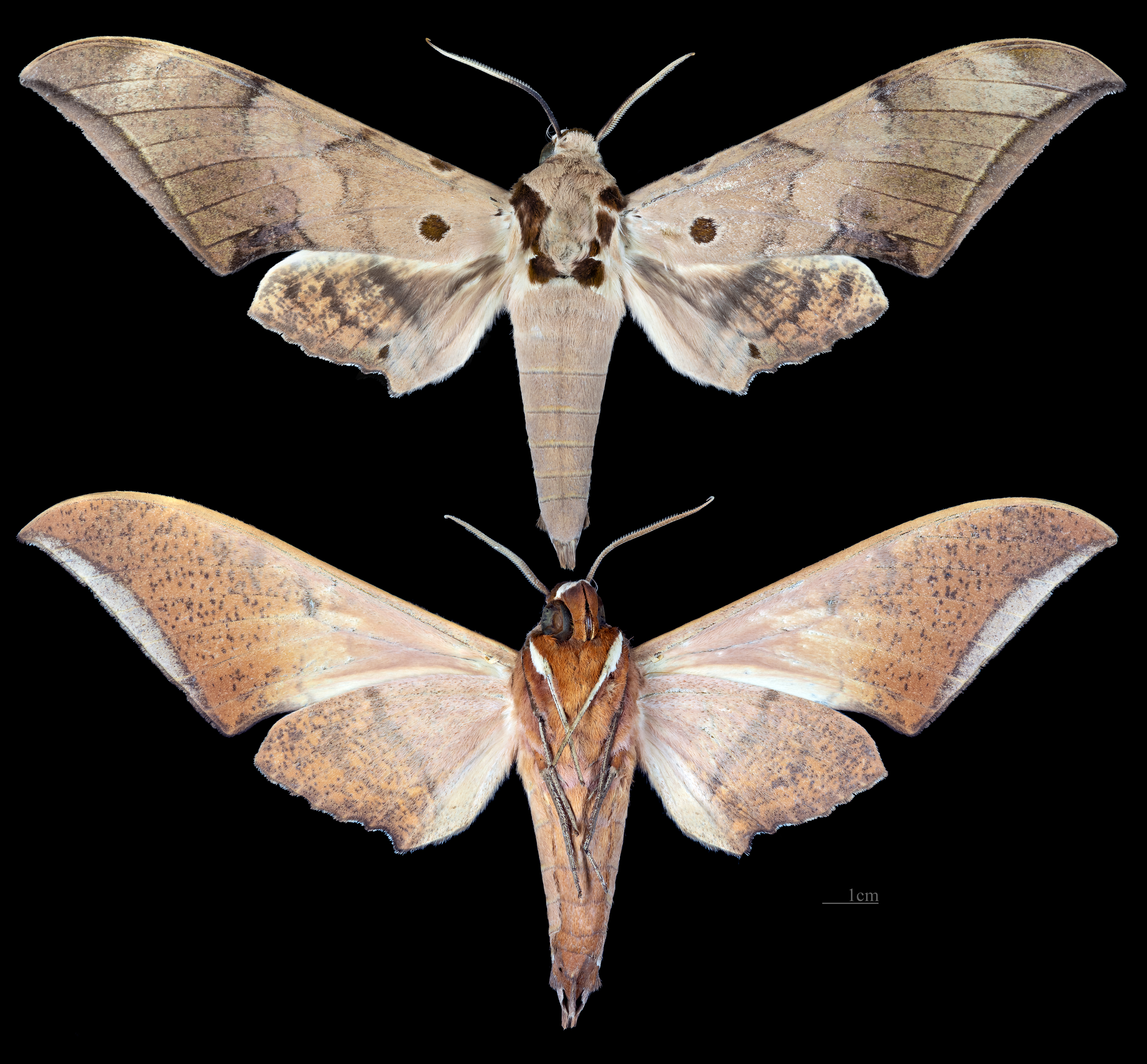
Ambulyx matti
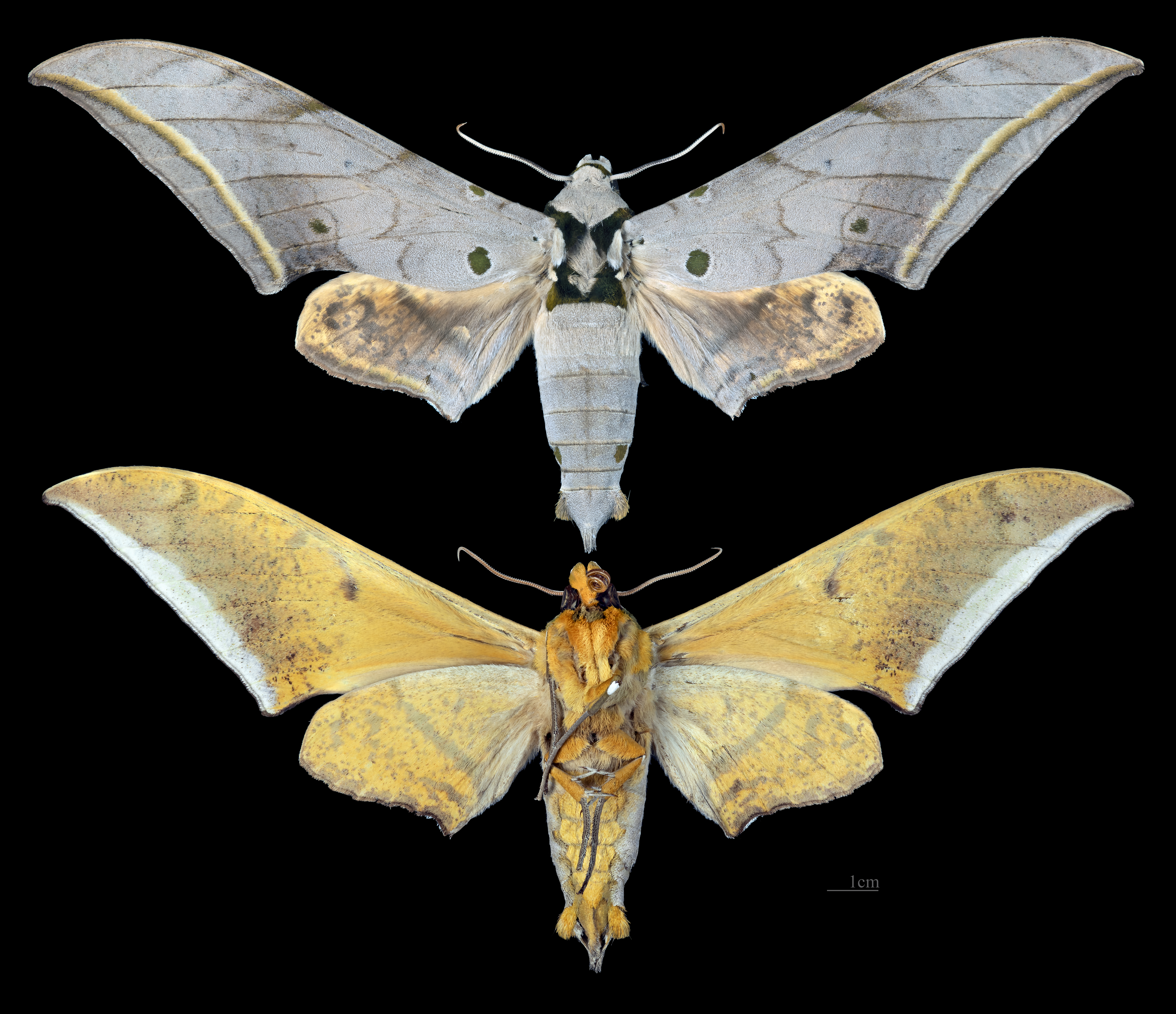
Ambulyx montana
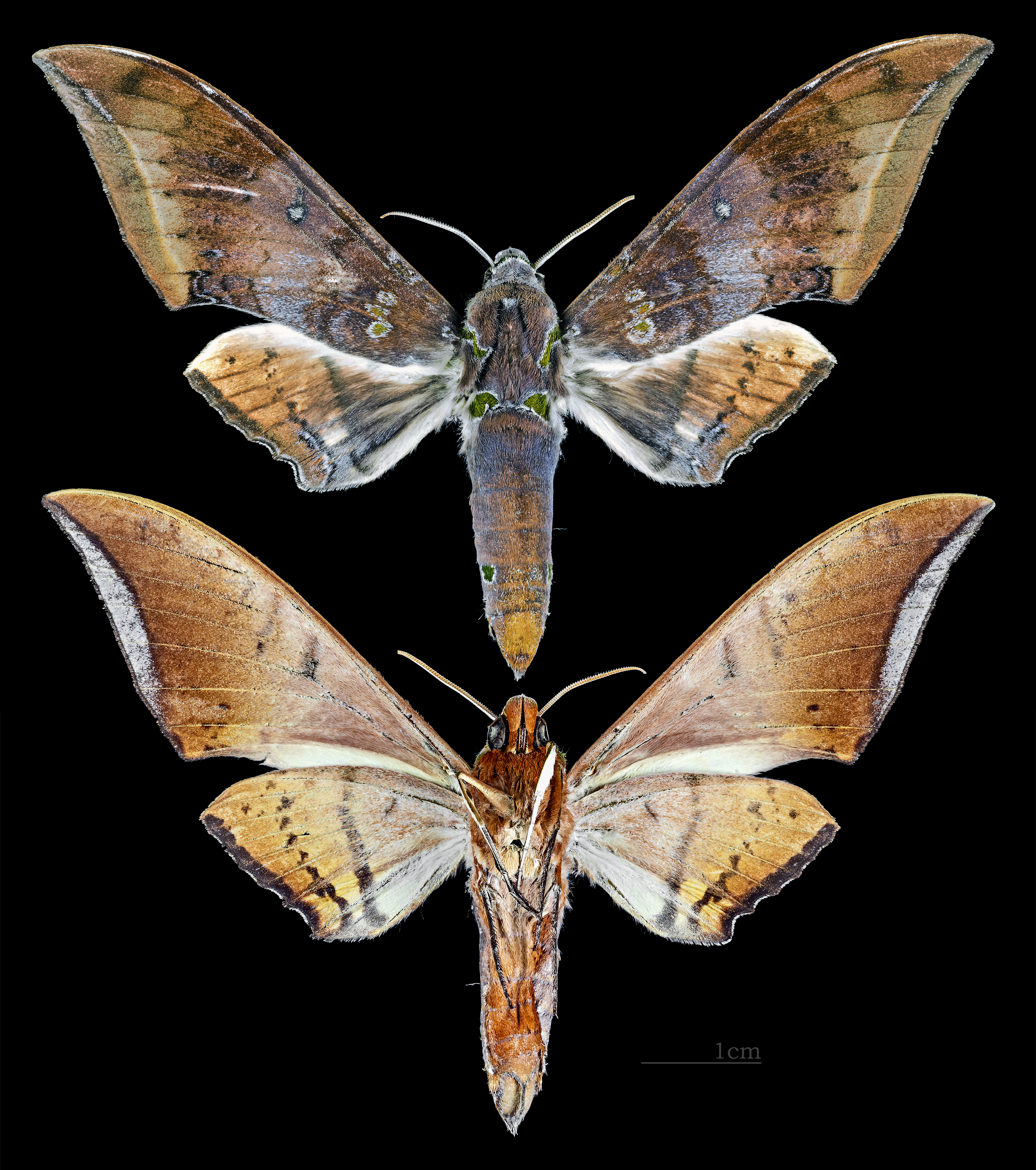
Ambulyx moorei
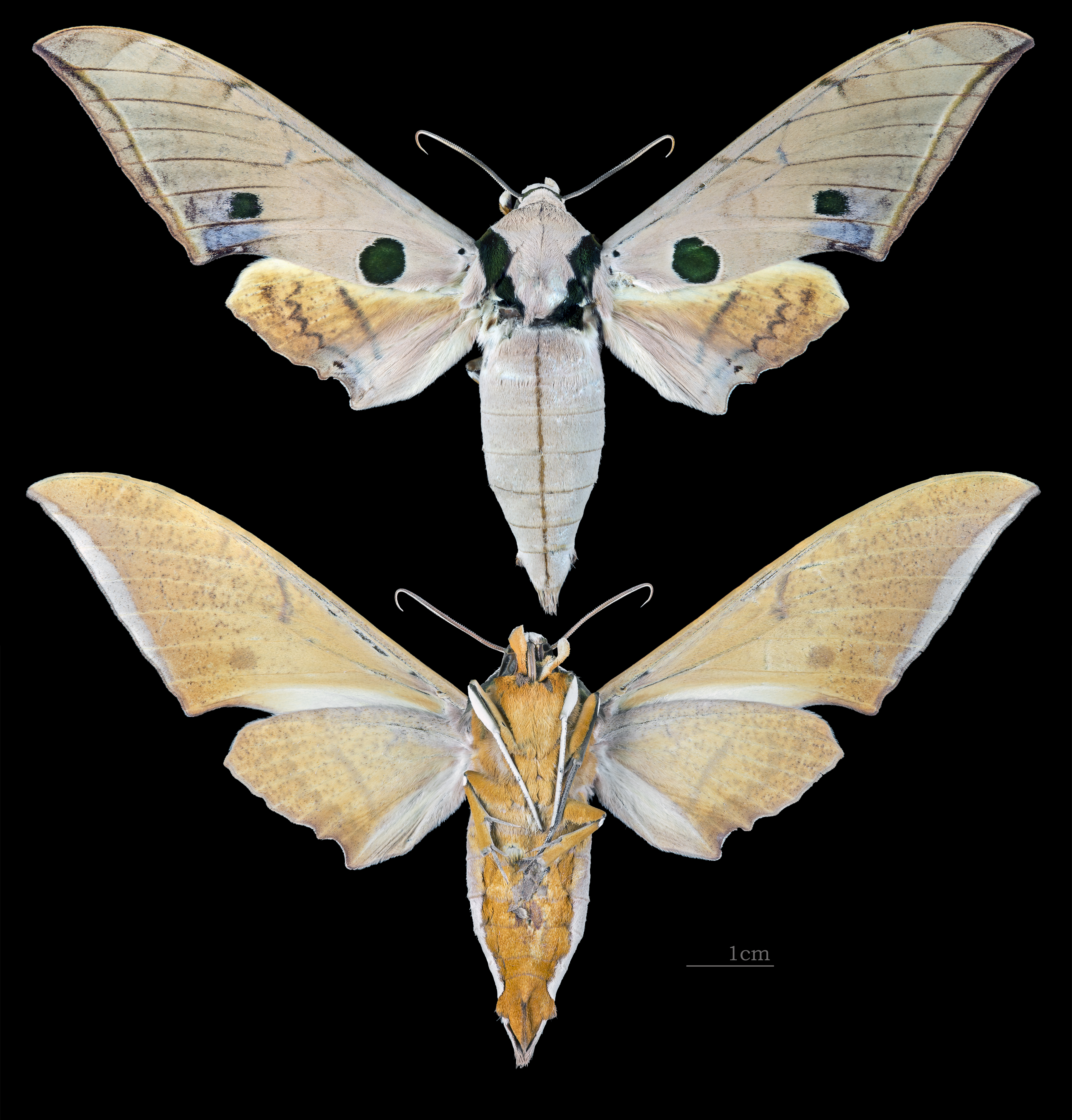
Ambulyx obliterata
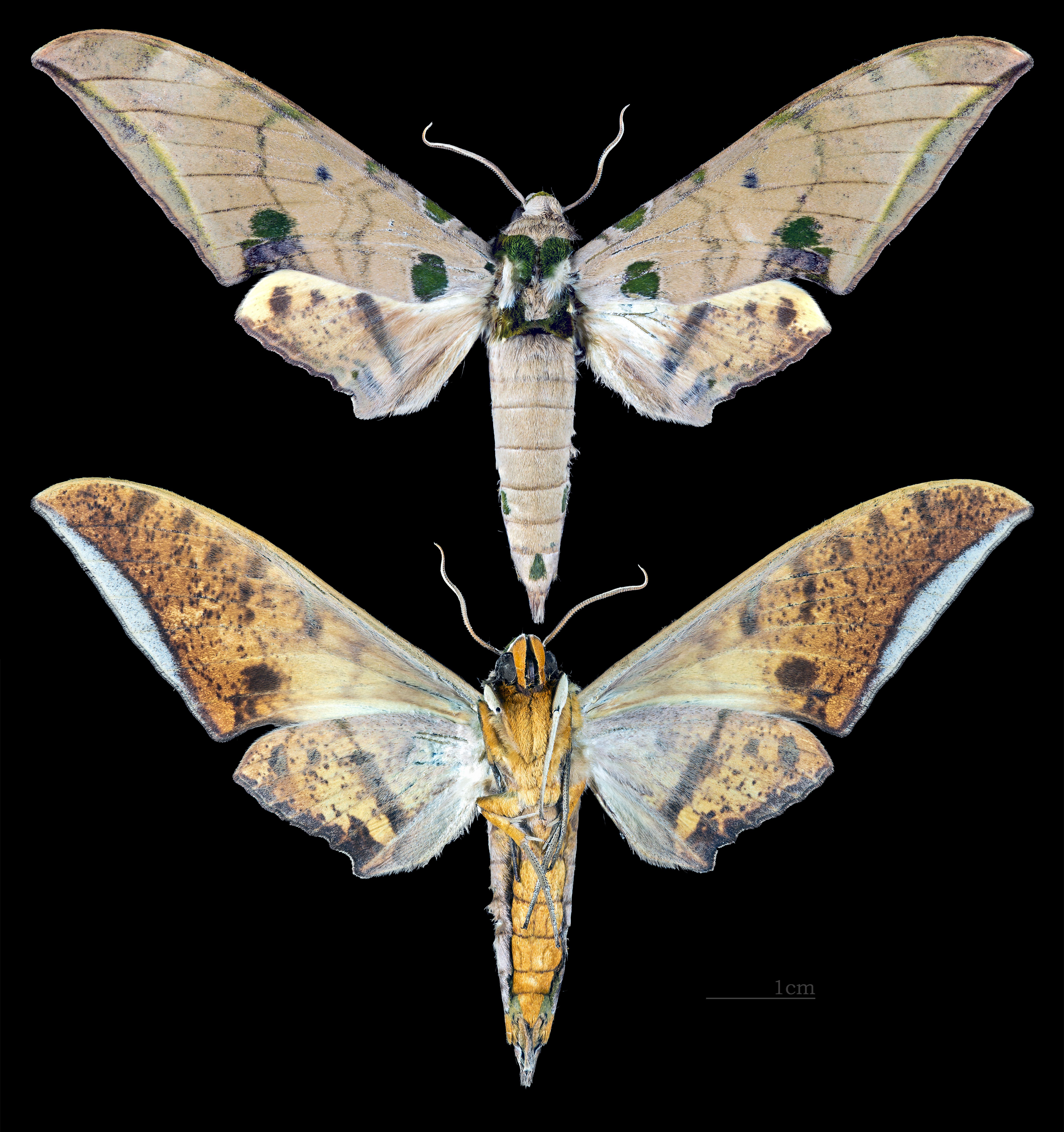
Ambulyx ochracea
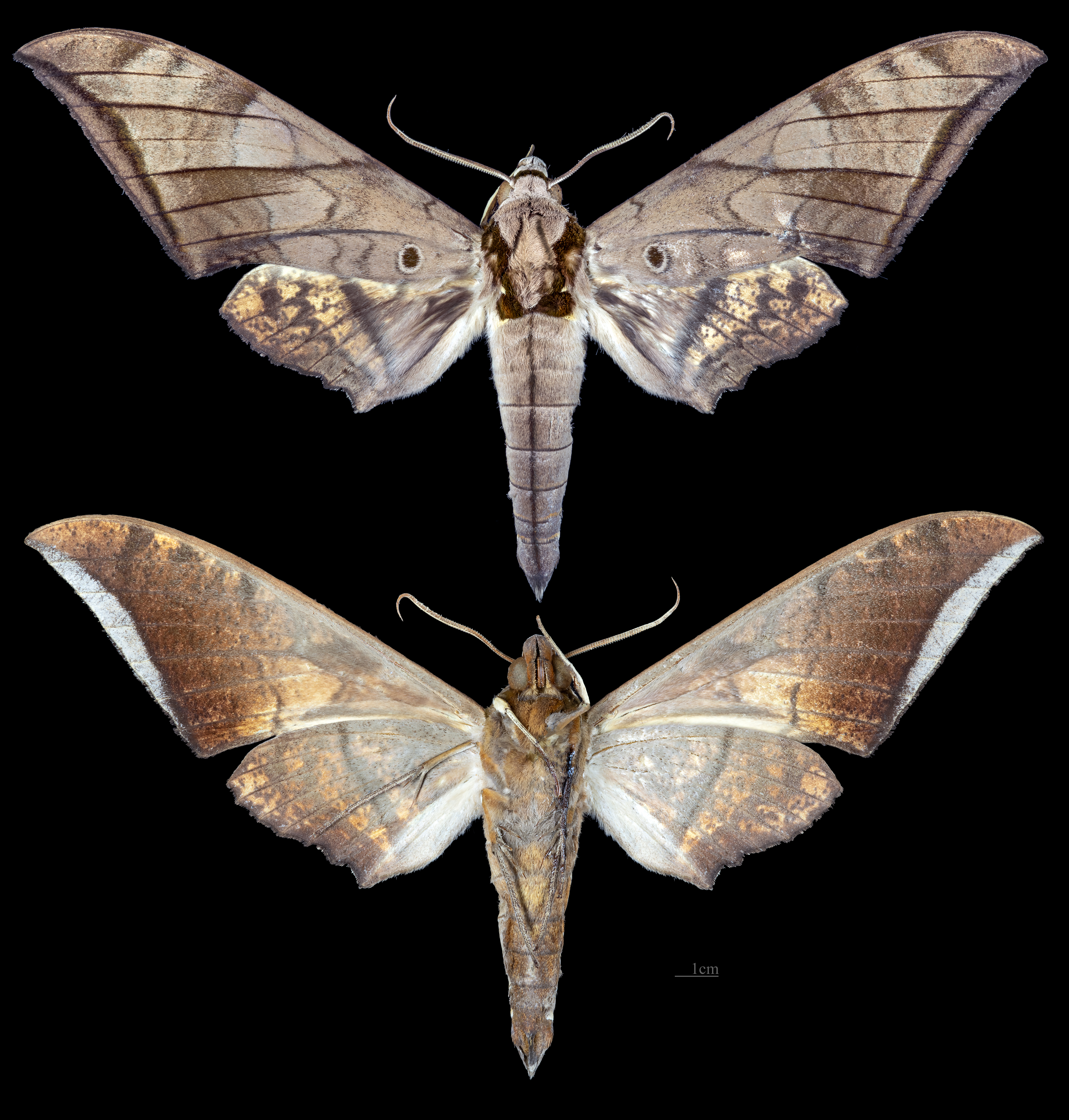
Ambulyx phalaris
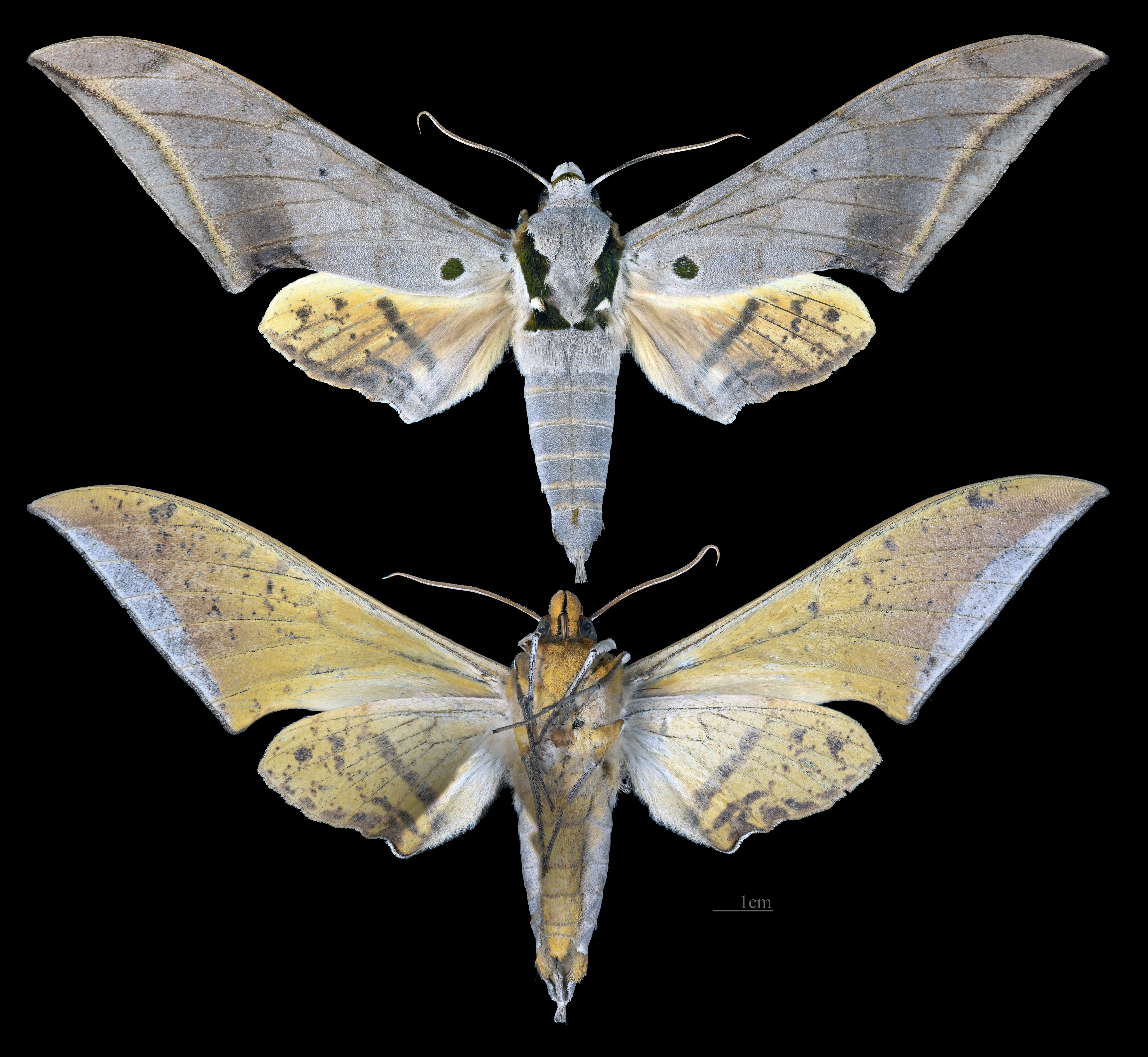
Ambulyx placida
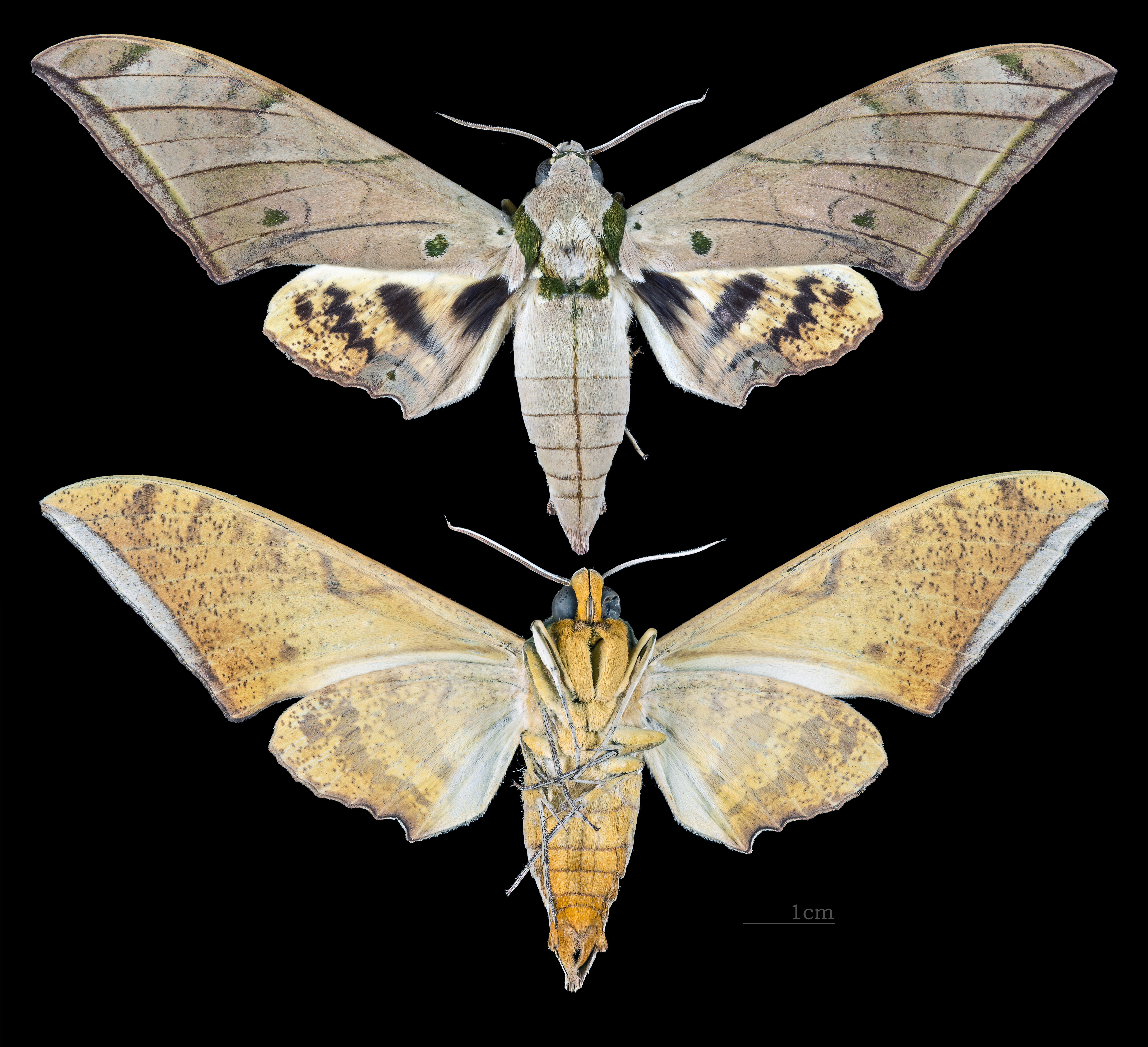
Ambulyx pryeri
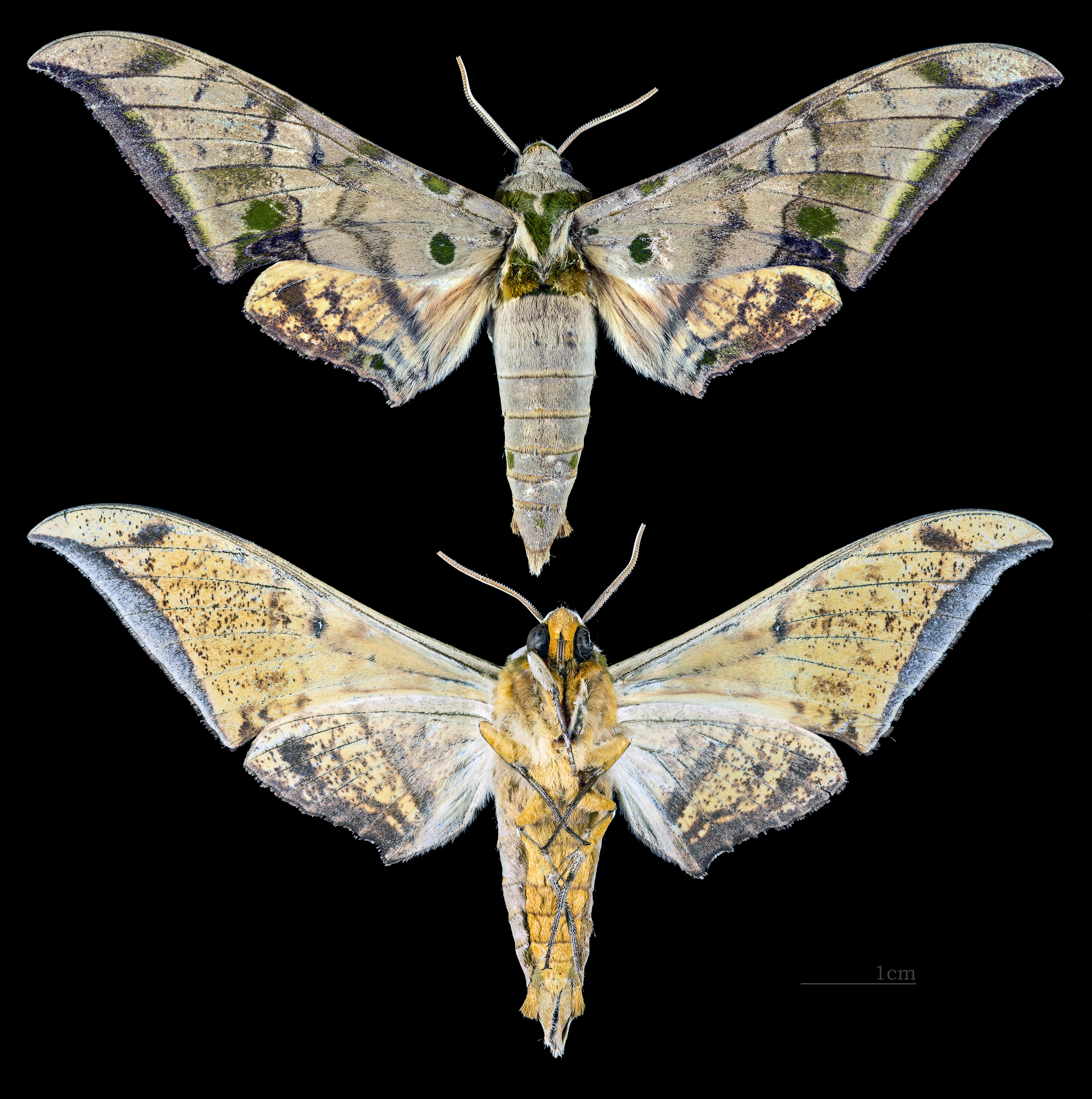
Ambulyx schauffelbergeri
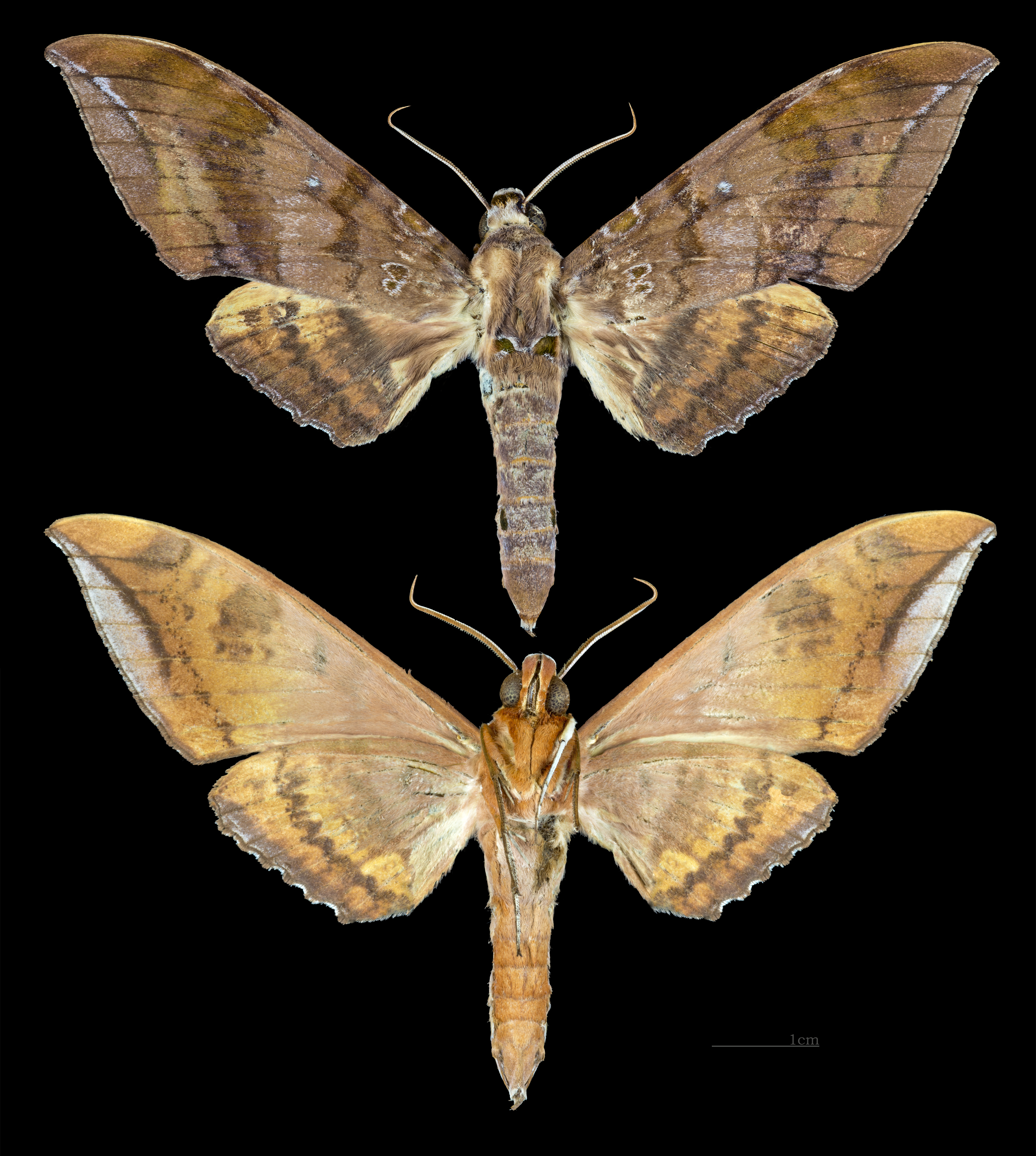
Ambulyx semifervens
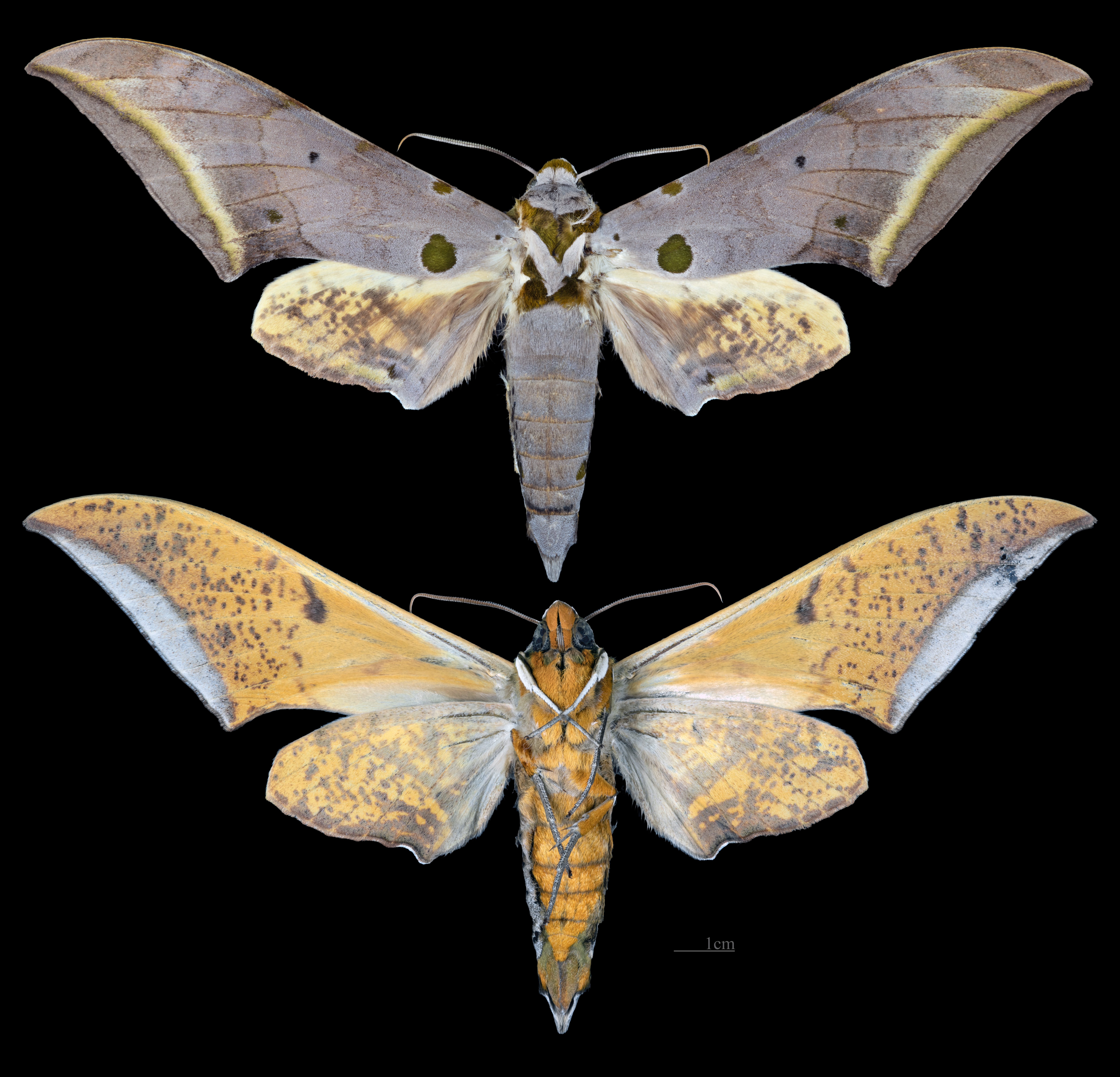
Ambulyx semiplacida
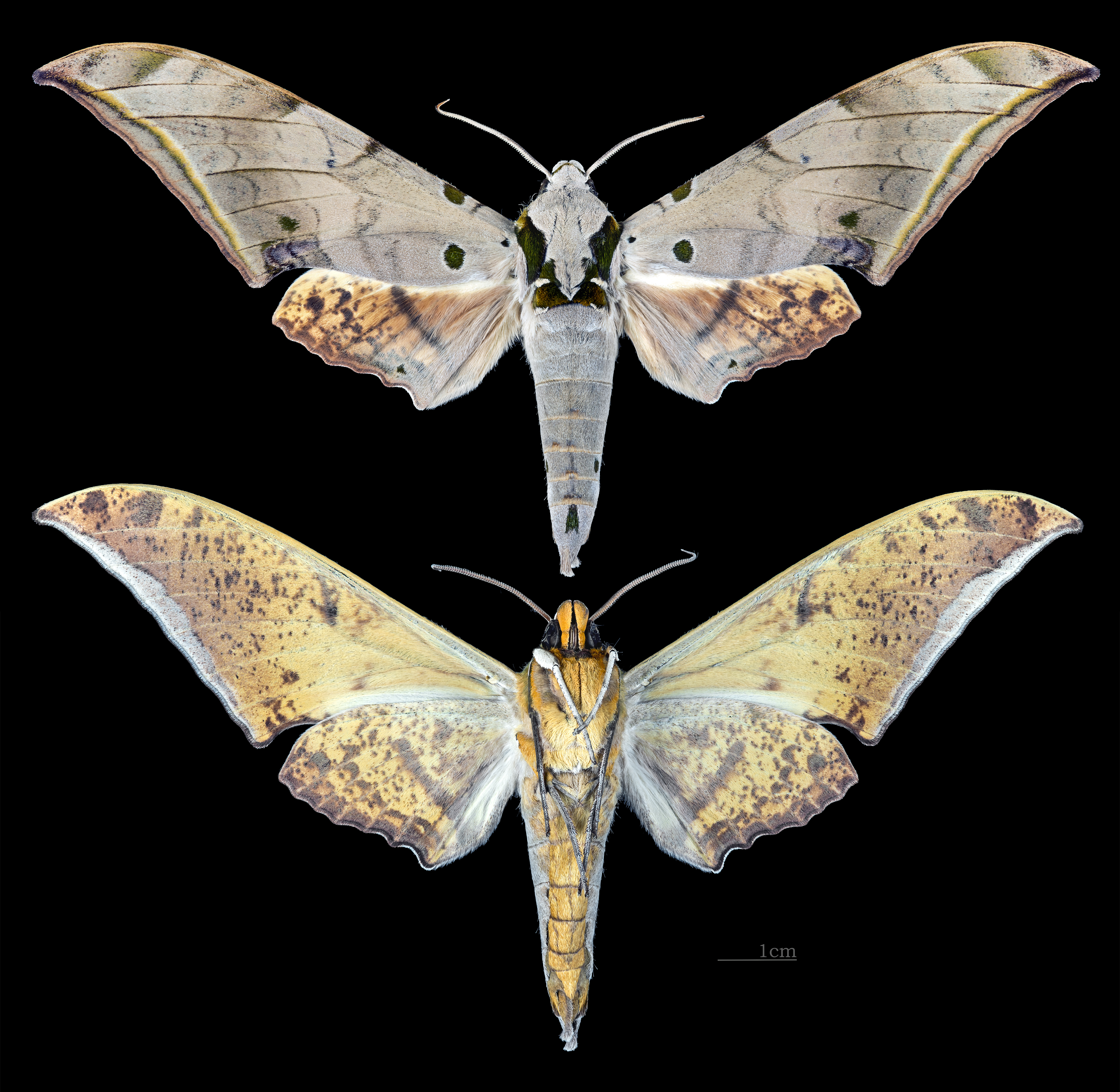
Ambulyx sericeipennis
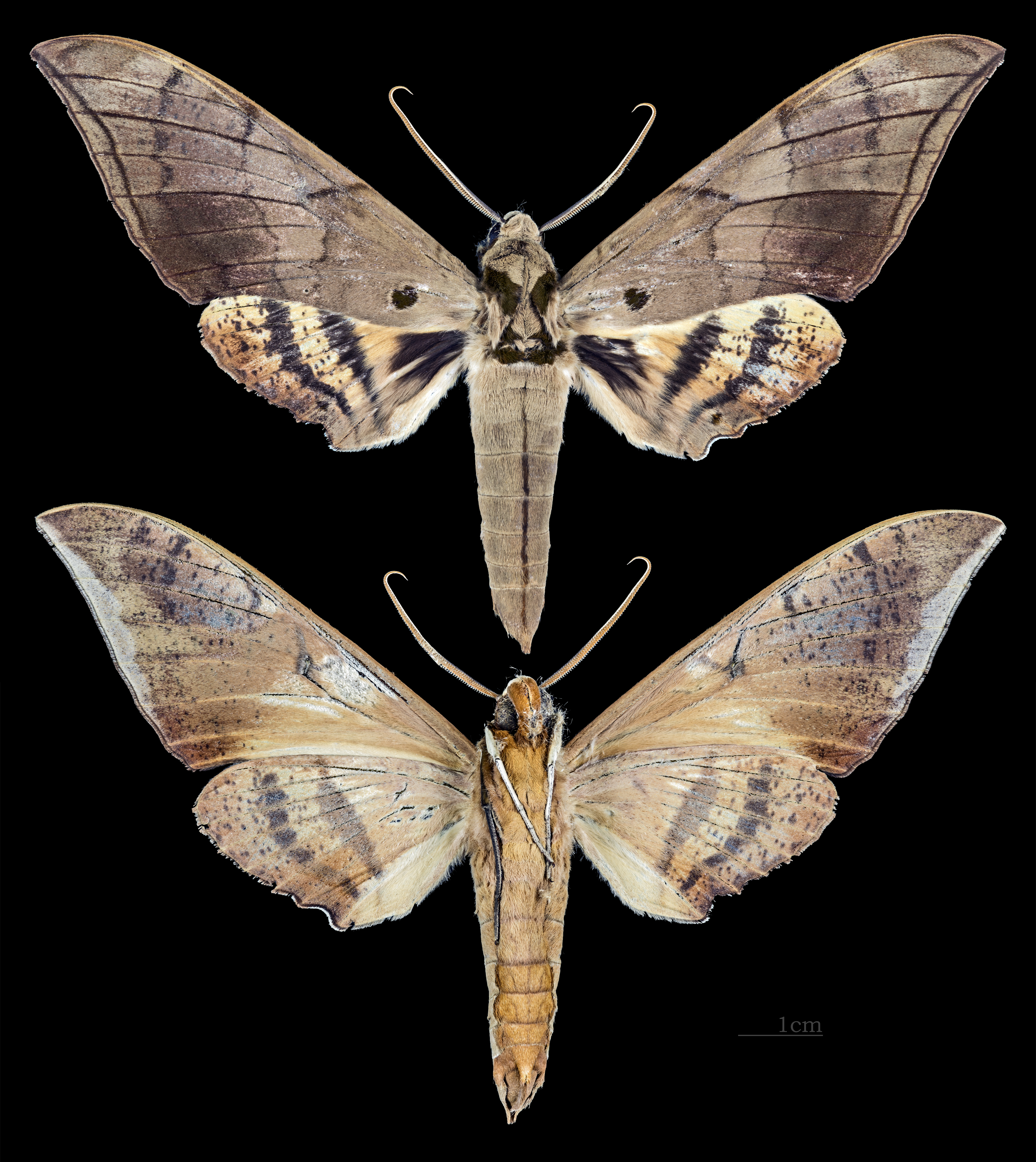
Ambulyx staudingeri
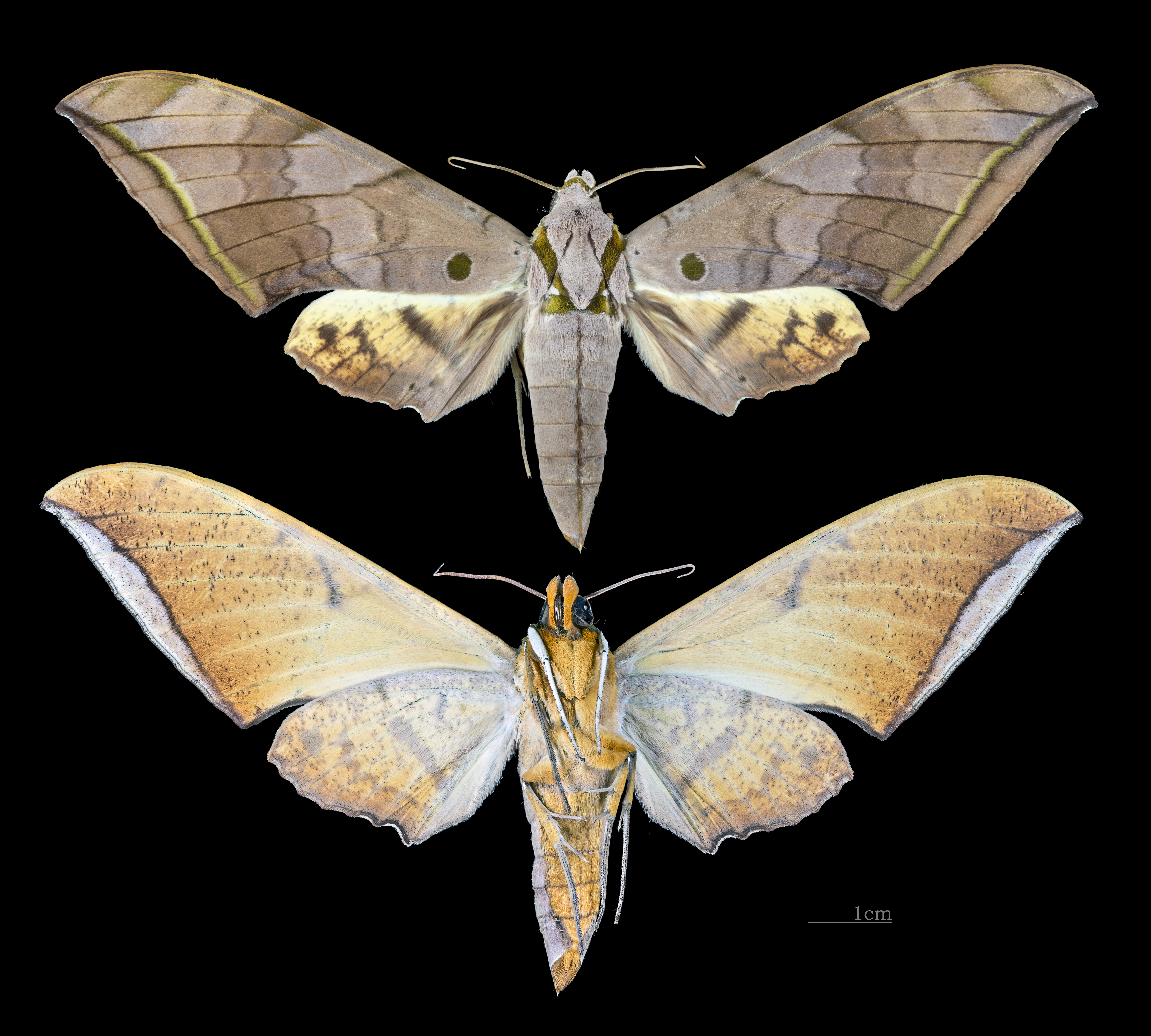
Ambulyx substrigilis
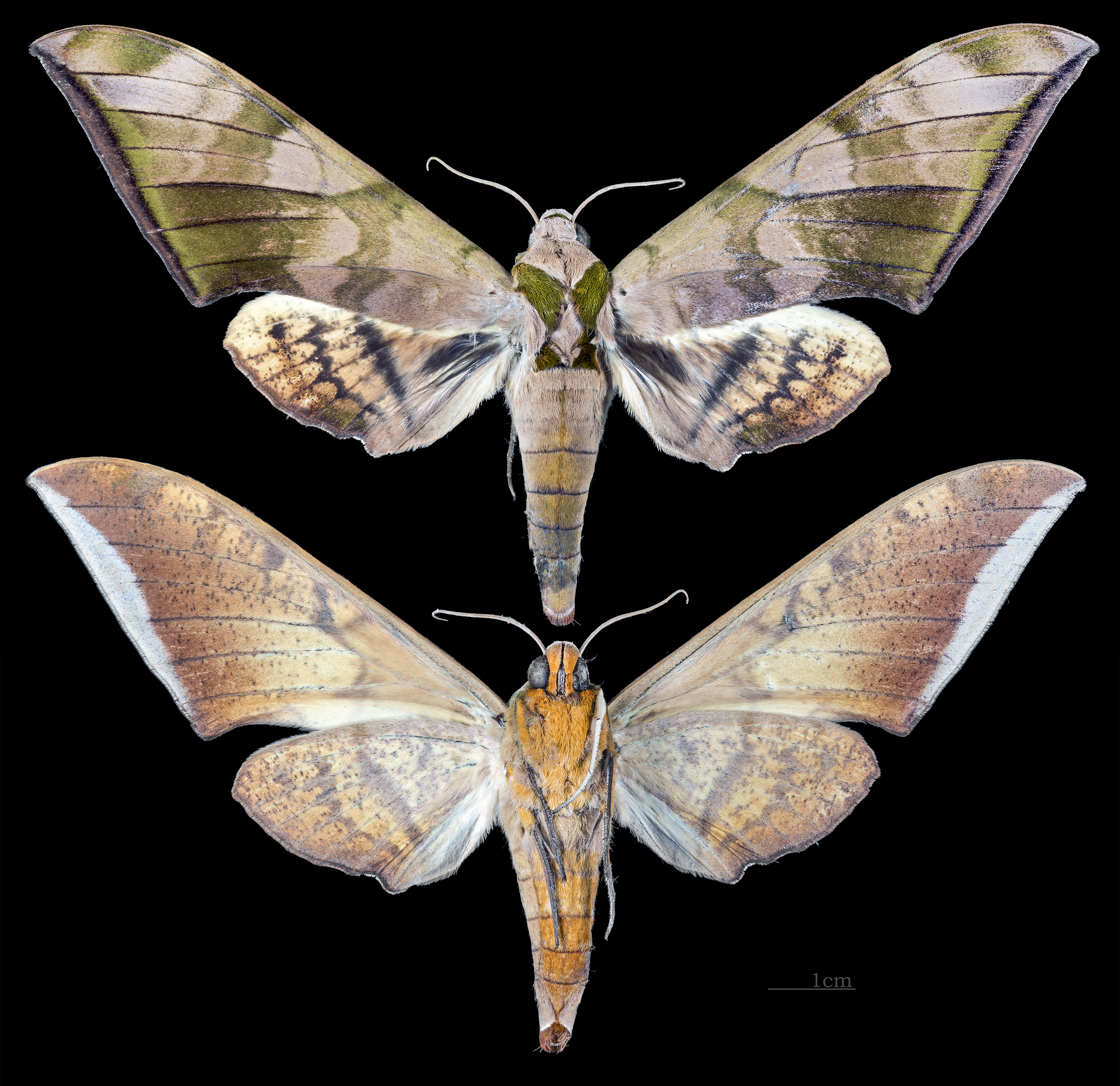
Ambulyx tattina
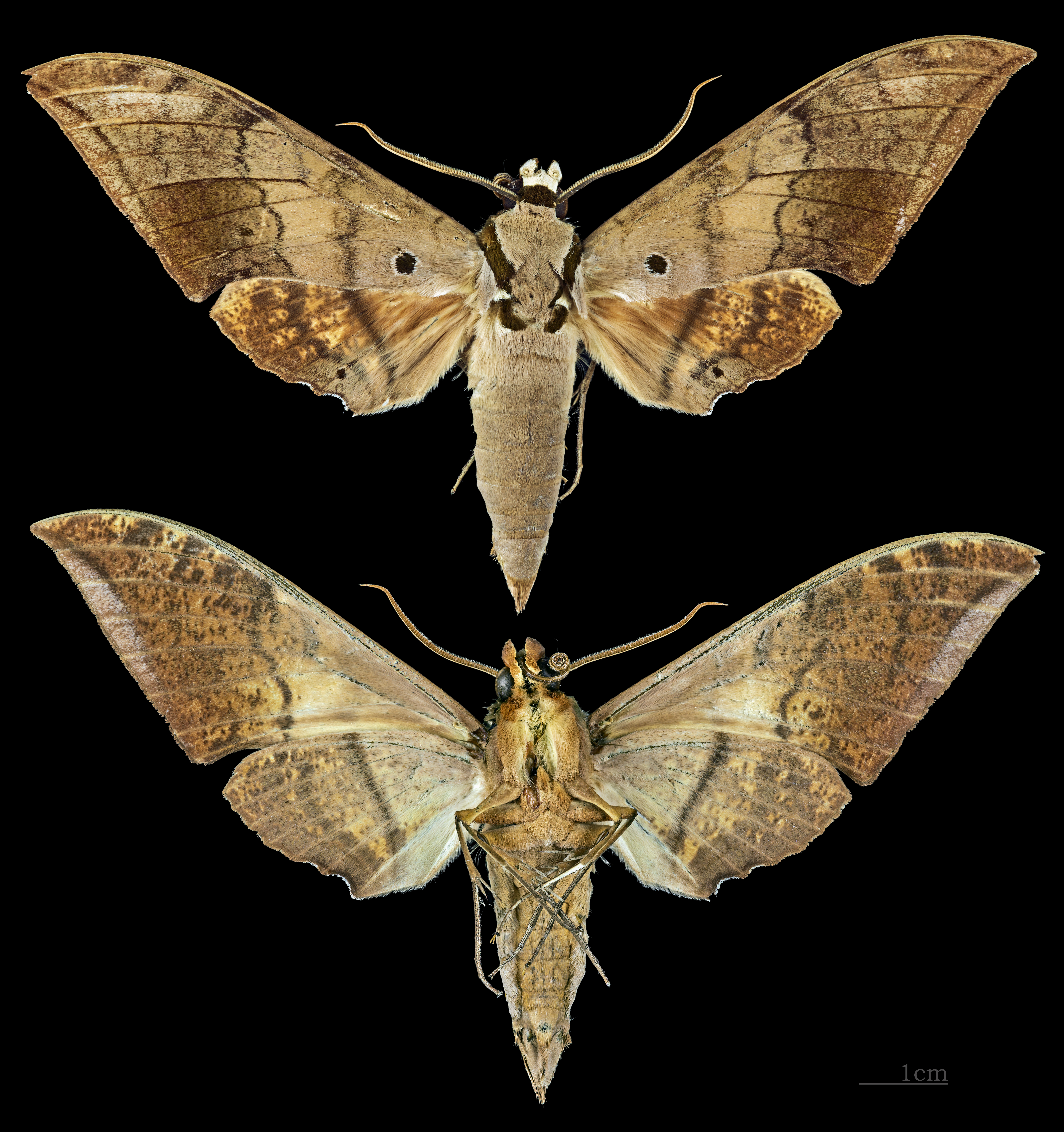
Ambulyx tenimberi
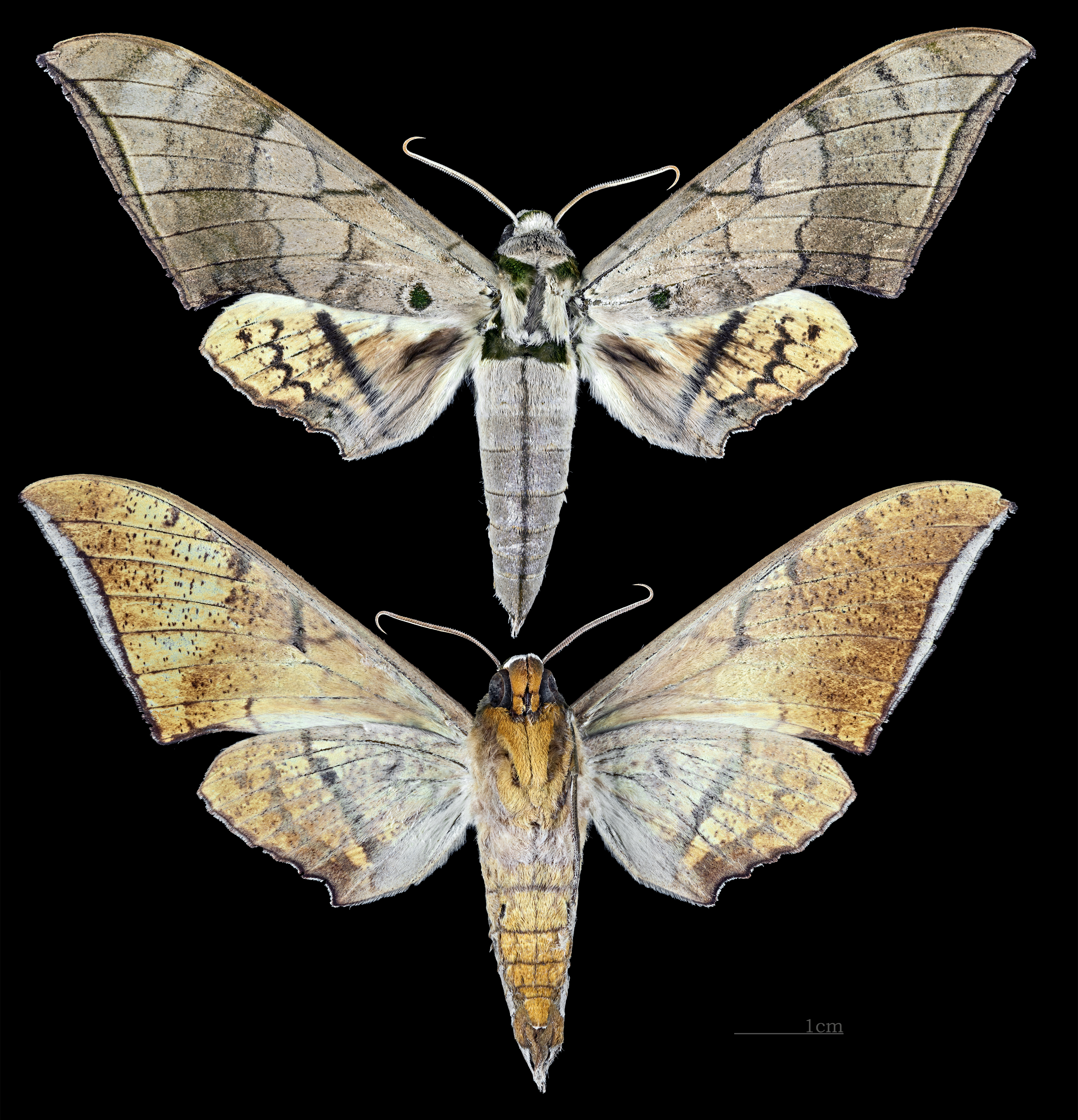
Ambulyx wildei
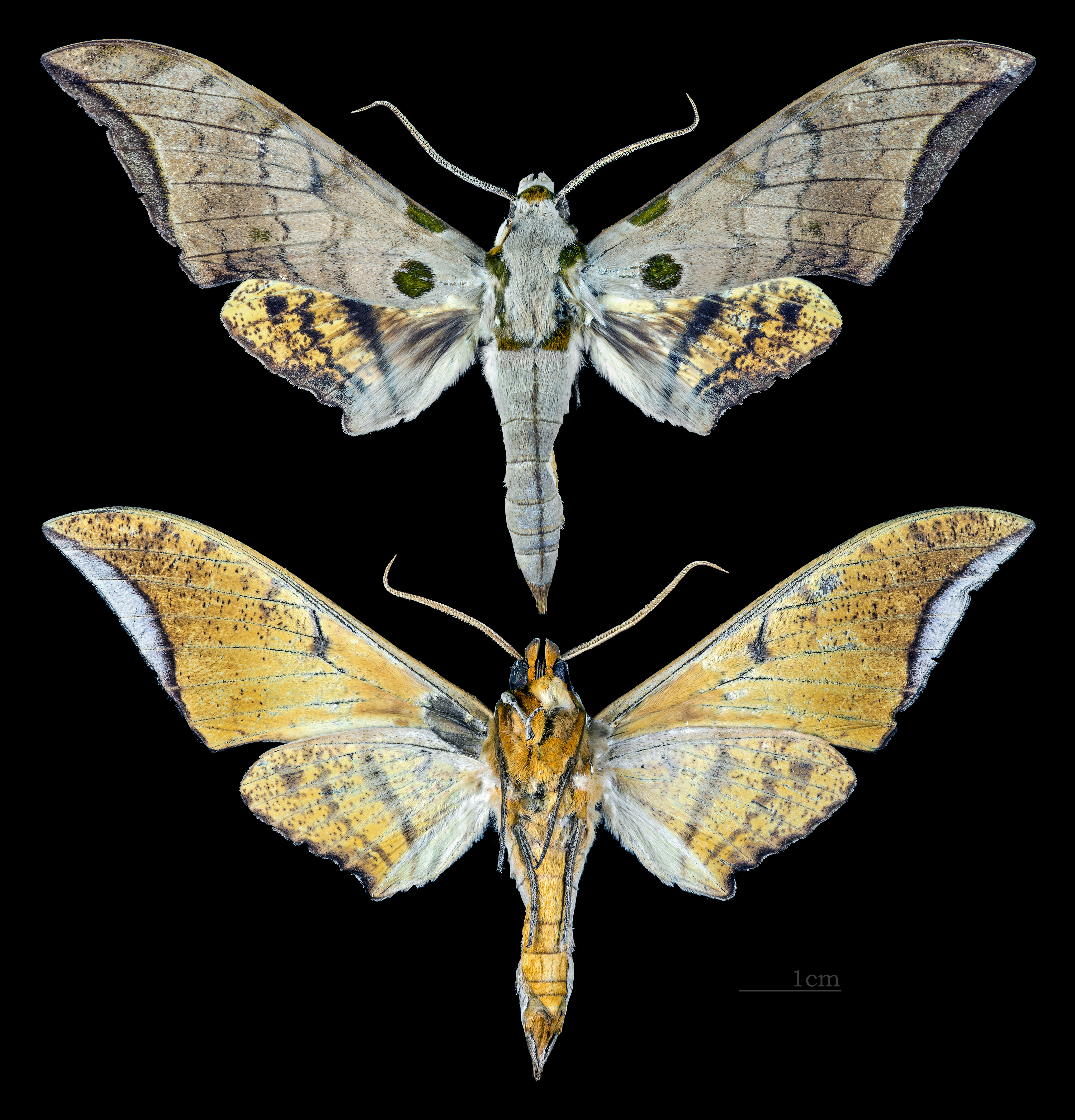
Ambulyx wilemani